# العقبة
العقبة هي المدينة الساحلية الوحيدة في الأردن، والمدينة الأكبر والأكثر سكانا بين مدن خليج العقبة جميعها. تقع العقبة في أقصى جنوب المملكة الأردنيّة الهاشميّة على ساحل البحر الأحمر، وهي مركز محافظة العقبة. تبعد المدينة حوالي 330 كيلومتر جنوب العاصمة الأردنية عمّان. وقد بلغ عدد سكانها في عام 2015 حوالي 148,398 نسمة، حيث تُعد خامس أكبر مدينة في المملكة. وتبلغ مساحة المدينة 375 كيلومتر مربع (144.8 ميل2). وللعقبة دور كبير في الاقتصاد الوطني الأردني وتطويره؛ وذلك من خلال كل من القطاعين التجاري والسياحي. ويُذكر أن ميناء العقبة يعد معبرا بحريا مهما للدول الأخرى المجاورة للأردن كذلك.
بسبب موقعها الاستراتيجي في أعلى شمال شرقي خليج العقبة المتفرع من البحر الأحمر، والذي يتوسط الطرق التجارية بين قارتي آسيا وإفريقيا؛ كل ذلك جعل من العقبة ومنفذها البحري منطقة مهمة عبر آلاف السنين. بالإضافة لذلك، تتميز مدينة العقبة بأنها منطقة إستراتيجية والمنفذ البحري الوحيد للأردن، كما أنَّ للعقبة حدود برية مع مدينة حقل في المملكة العربية السعودية عبر مركز حدود الدرة، وحدود بحرية مع مصر وأيضا مع مدينة إيلات عبر معبر وادي عربة وكلتا المدينتين تقعا على رأس خليج العقبة المتفرع من البحر الأحمر. وتشتهر العقبة بكونها منطقة جاذبة لهواة الغوص بشواطئها المطلة على البحر الأحمر. وتضم المدينة العديد من المنشآت الصناعية الهامة، والمناطق التجارية الحرة، ومطار الملك حسين الدولي. وتعتبر مركزا إدارياً مهماً في منطقة أقصى جنوب الأردن. ومصدر للفوسفات وبعض أنواع الصدف. ويقدر عدد سكان المدينة بحوالي 150,000 نسمة.
الاسم القديم للمدينة بحسب التوراة العبرية كان إيلات، وهو الاسم الذي استمر في الحقب اللاحقة الرومانية وفي عهود الخلافة الإسلامية على شكل أيلة، ثم آيلة. وبسبب موقعها موقعها الاستراتيجي وقربها من مناجم النحاس، فقد كانت مركزًا إقليميًا لإنتاج النحاس وتجارته خلال العصر النحاسي. خلال الاحتلال البزنطي للمنطقة، أصبحت العقبة -أيلة آنذاك - أبرشية نصرانية، لتتحول بعد ذلك خلال الحكم العربي الإسلامي لأبرشية فخرية، وذلك عندما صار اسم المدينة آيلة. أما اسم العقبة الحالي فهو ظهر في العهود المتأخرة من القرون الوسطى. وخلال الثورة العربية الكبرى، وقعت في العقبة معركة عرفت تاريخيا باسم معركة العقبة والتي كان لانتصار العرب فيها على الأتراك الأثر الحاسم في جلاء الأتراك عن البلاد العربية.
موقع مدينة العقبة بالقرب من وادي رم ومدينة البتراء إحدى عجائب الدنيا السبع، جعل منها ومن المواقع المذكور ما يعرف بمثلث الأردن السياحي الذهبي؛ الشيء الذي قوّى من مكانتها السياحية على الخريطة العالمية، كما جعلها واحدة من كبريات الوجهات السياحية الجاذبة في الأردن. تُدار العقبة اقتصاديا وخدماتيا من خلال سلطة منطقة العقبة الاقتصادية الخاصة، والتي ساهمت بتحويل مدينة العقبة إلى مدينة منخفضة الضرائب وخالية من الرسوم الجمركية، مما جعلها نقطة جاذبة لكبريات المشاريع مثل منتجعات آيلة وسرايا العقبة ومرسى زايد  و هناك ايضاً رفاهيات مثل مهرجان العقبة و فعاليات رياضية مثل سباقات القوارب وغيرها وايضاً  توسعة ميناء العقبة. كل تلك المشاريع من المتوقع منها أن تحول العقبة إلى نقطة جذب سياحية كبرى على مستوى الإقليم. ومع ذلك، تبقى للأنشطة التجارية والصناعية أهميتها الكبيرة؛ وذلك بسبب موقع العقبة وطبيعتها الاستراتيجية، كونها هي المنفذ البحري الوحيد للأردن على العالم.

## التسمية
قبل اسم العقبة كان يطلق عليها اسم آيلة وتعني في اللغة:
أما اسم العقبة فبرز في العصر المملوكي، حيث كانت المدينة تذكر بأيلة أو عقبة أيلة ردحاً طويلاً من الزمن، حتى غلب اسم العقبة عليها في العصر المملوكي.

## تاريخ
منذ 4000 سنة قبل الميلاد كانت العقبة موطنا للعديد من الشعوب بسبب موقعها الاستراتيجي على البحر وعلى تقاطع الطرق بين آسيا وأفريقيا وأوروبا. كانت أحد أهم مدن النبطيين الذين توسعوا في المنطقة واستوطنوها. وكانت معبراً لطرق التجارة الدولية، تمر منها وتعود من خلالها القوافل القادمة من الحجاز وجنوب الجزيرة العربية متجهين إلى مصر أو بلاد الشام.
أطلق اليونانيون عليها اسم بيرنايس وأطلق عليها الرومان مسمى إيلا أو إلينا. خلال العهد الروماني كان طريق فيانوفاتريانا يتجه جنوباً من دمشق مارا بعمّان وينتهي في العقبة ومن هناك تتصل بالطريق المتجه غرباً إلى فلسطين ومصر.
بعد عهد النبي محمد ﷺ أصبحت العقبة تحت الحكم الإسلامي ثم تنقلت ملكيتها بين العديد من السلالات الحاكمة مثل الأمويون والعباسيون والفاطميون والمماليك.
خلال القرن الثاني عشر الميلادي قام الصليبيون باحتلال المنطقة وبنوا فيها قلعة لا تزال محفوظة إلى الآن. وبالإضافة إلى بناء القلعة قاموا بتحصين جزيرة تتبع الآن المياه الإقليمية المصرية وتبعد 7 كم عن العقبة وتسمى جزيرة فرعون.
في عام 1170م استعاد صلاح الدين الأيوبي مدينة العقبة وجزيرة فرعون. ثم استولى عليها المماليك في عام 1250م وبنوا فيها حصنا في القرن الرابع عشر في عهد آخر حكامهم وهو قانصوه الغوري.
مع بداية القرن السادس عشر خضعت المنطقة لنفوذ العثمانيين وفي فترة حكمهم بدأت تفقد العقبة أهميتها فصارت قرية صغيرة تعيش على صيد الأسماك.وتكون العقبة أجمل مدن الأردن
خلال الحرب العالمية الأولى أجبرت القوات العثمانية على مغادرة القرية على يد القوات العربية بقيادة الشريف الحسين بن علي سنة 1917 ضاما العقبة لمملكته في الحجاز الأمر الذي أدى إلى فتح الأبواب لخطوط الدعم القادمة من مصر إلى القوات البريطانية والعربية في الأردن وفلسطين.
في عام 1965م تم الاتفاق بين الأردن والسعودية على أن تأخذ السعودية 6000 كم من الأراضي الصحراوية الداخلية الأردنية مقابل 12 كم على الساحل في المنطقة القريبة من العقبة.

## التركيبة السكانية
قامت دائرة الإحصاء الأردنية في عام 2007، باجراء عملية تعداد لسكان في مدينة العقبة، بالمقارنة مع الأردن على الصعيد المحلي. وكانت النتائج على النحو الاتي:
| 1 | مجموع السكان                  | 98,400       | 5,350,000    |
| 2 | معدل النمو                    | 4.3%         | 2.3%         |
| 3 | نسبة الذكور إلى الإناث        | 56.1 to 43.9 | 51.5 to 48.5 |
| 4 | نسبة الأردنيين لغير الأردنيين | 82.1 to 17.9 | 93 to 7      |
| 5 | عدد الأسر                     | 18,425       | 946,000      |
| 6 | عدد الأفراد لكل اسرة          | 4.9          | 5.3          |

## السياحة في العقبة

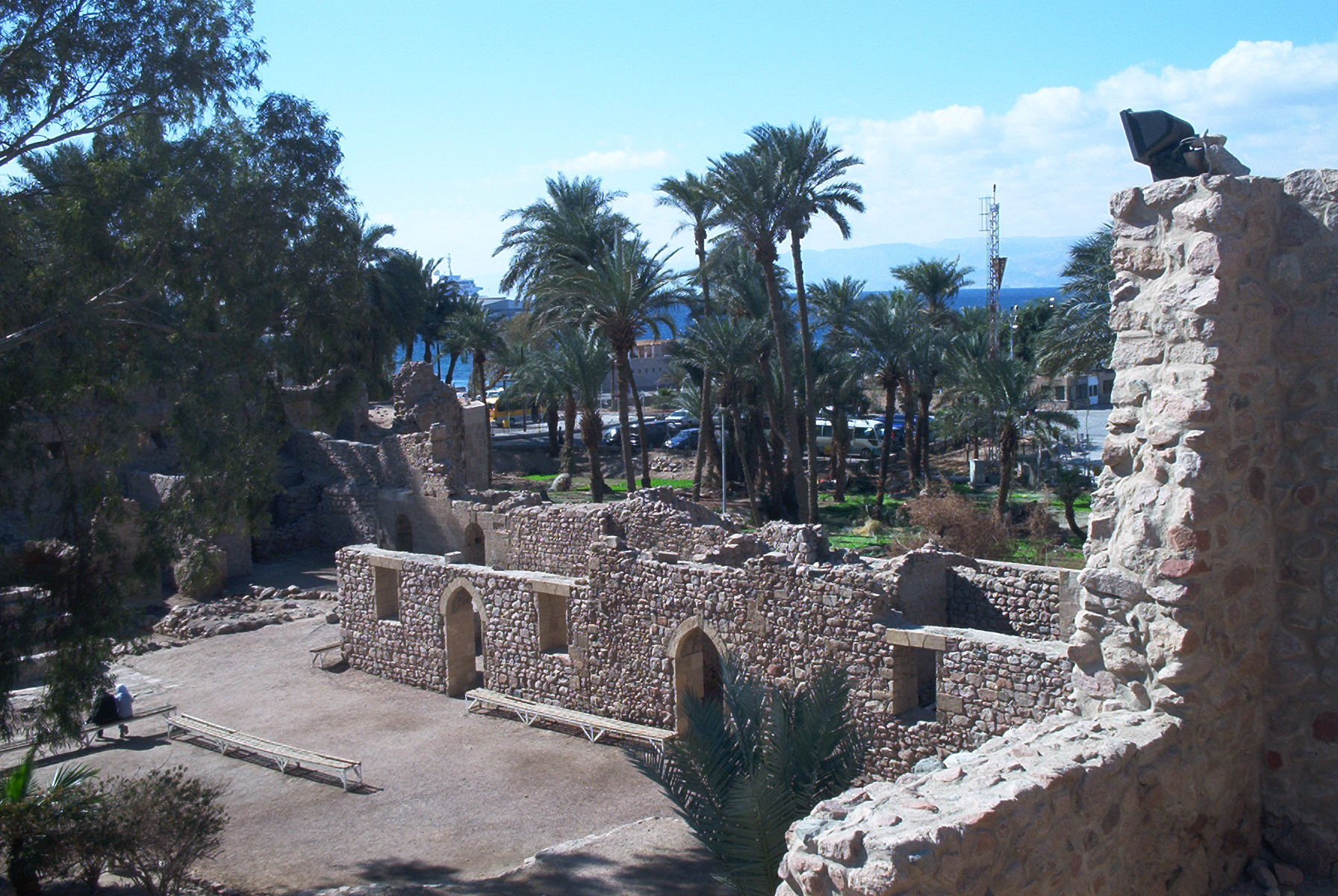
قلعة العقبة أحد معاقل الثورة العربية الكبرى والتي بناها المماليك في القرن الثالث عشر

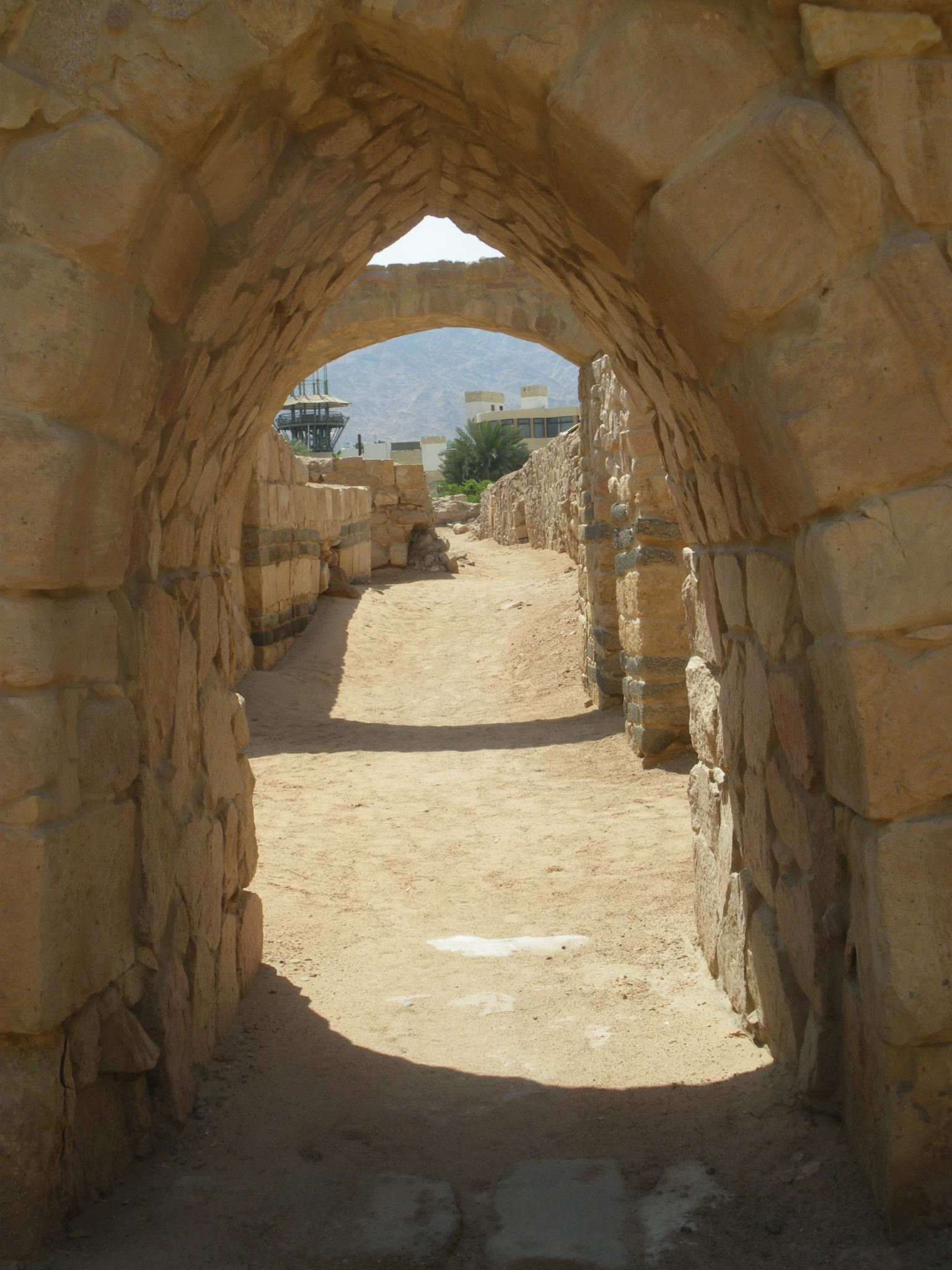
البوابة الشرقية (بوابة مصر) أحد البوابات الاربعة للمدينة التاريخية أيلا.

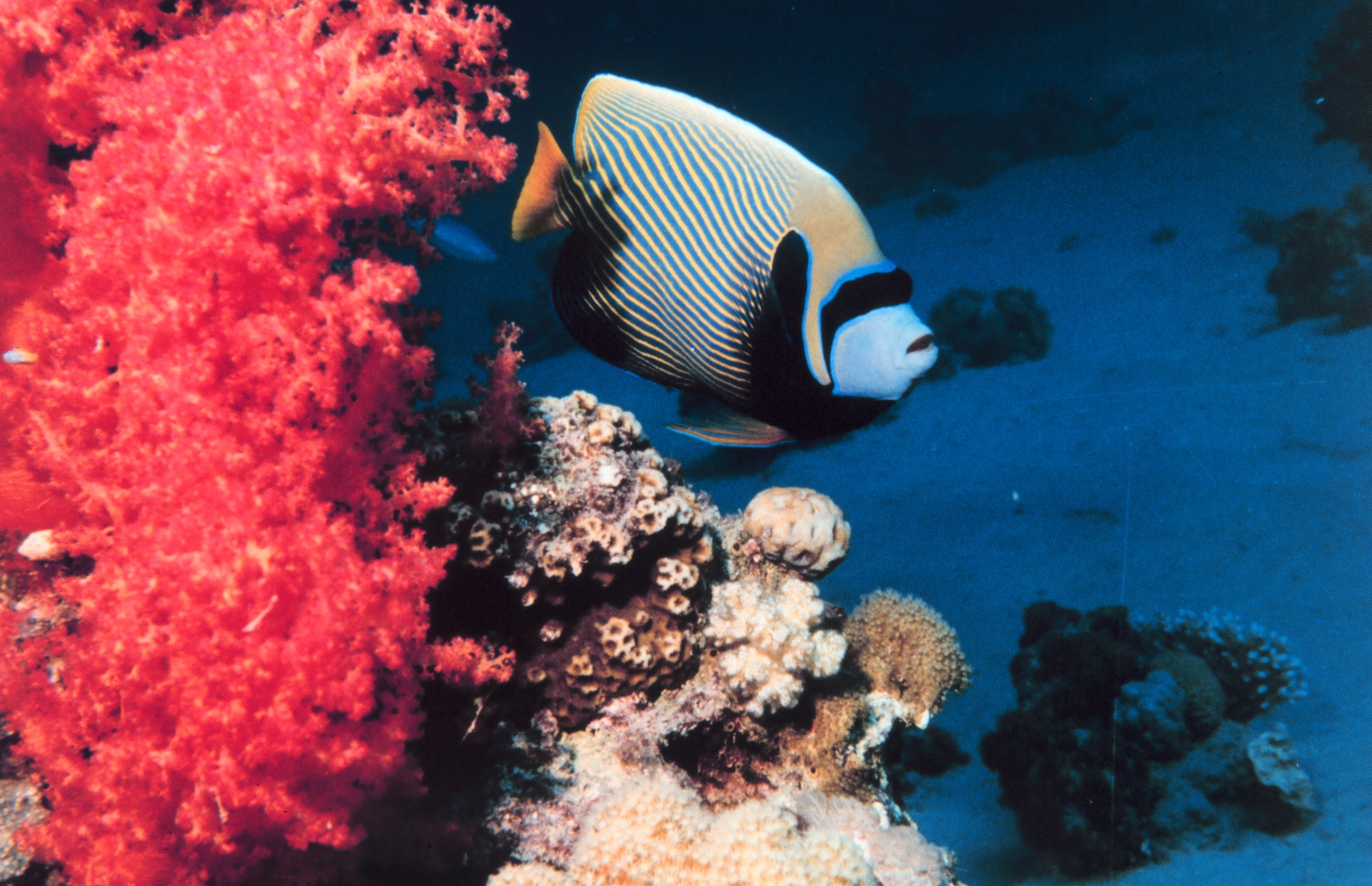
الشعاب المرجانية في العقبة. يعتبر خليج العقبة من أكثر الوجهات السياحية للغوص في العالم

تعتبر السياحة في مدينة العقبة نشطة لأسباب متنوعة وانها منطقة ساحلية تقع على البحر الأحمر، كما ان فيها أماكن جميلة يمكن زيارتها، فان العقبة منطقة مليئة بالسياح الذين يأتون للتمتع بالبحر الرائع والجو الجميل فيها.
وتشتمل العقبة على أهم المشاريع المهتمة في السياحة البيئية في الأردن وهي محطة العقبة لمراقبة الطيور والتي تستقطب عشرات الالف وربما الملايين من الطيور المهاجرة أثناء رحلتها بين أوروبا وأفريقيا خلال موسمي الهجرة في الخريف والربيع، ويتضمن مشروع محطة العقبة لمراقبة الطيور غابه للاشجار الكبيرة وحدائق لأشجار واطنة في المنطقة بالإضافة لمسطحات مائية كبيرة تلعب جميعها بشكل متكامل على استقطاب أنواع مختلفة من الطيور قد يكون بعضها نادر الوجود على مستوى العالم الأمر الذي يدفع العديد من المهتمين بمراقبة الطيور وعلماء الطيور لزيارة المنطقة وعمل التحاليل العلمية والأبحاث الخاصة بعلم الطيور.
وتعد العقبة بشكل خاص ومنطقة الأردن بشكل عام من المناطق المهمة عالميا لهجرة الطيور بناء على تصنيف Birdlife International.
| تحتل العقبة مكانة متميزة على خارطة الأردن السياحية فضلاً عن أهميتها الإقتصادية، كونها المنفذ البحري الوحيد الذي يربط الأردن بالعالم عبر البحر الأحمر، إلى جانب اعتبارها نقطة انطلاق هامة لزوار الأردن القادمين إليه عبر البحر لاستكشاف المعالم التاريخية والآثرية في مناطق الأردن الجنوبية كالبتراء ووادي رم ومحمية ضانا وغيرها من المواقع حيث يتيح قرب المناطق وقصر المسافات بين العقبة وتلك الأماكن للزائر أن يقضي وقتاً أطول عند زيارته لها، حيث لا تستغرق الرحلة من العقبة إلى البتراء أو وادي رم أكثر من ساعة. |

وتحتضن محطة العلوم البحرية الواقعة على الشاطئ الجنوبي لخليج العقبة معرضا للأحياء البحرية يستطيع الزائر أن يشاهد فيه الأنواع المختلفة من المرجان والأسماك وغيرها من الكائنات الحية المستوطنة في خليج العقبة. قامت هيئة تنشيط السياحة بعمل إعلانات وحملات دعائية، بمساعدة من الاتحاد الأوروبي.
خلال فترة الأعياد الوطنية يأتي الأردنيون من شمال المملكة، ولا سيما من عمان واربد، إلى المنتجعات والشواطئ الرملية، لقضاء عطلة نهاية الأسبوع وخلال هذه الفترة تصل نسبة الإشغال في الفنادق إلى 100%. في 2011 اختيرت العقبة عاصمة للسياحة العربية.
كما يوجد في مُحافظة العَقَبة وادي رم ذو الطّبيعة الرمليّة والجبليّة السّاحرة. وفي جنوب العَقَبة أعلى ارتفاع في الأردن على الإطلاق مُتمثّلأ بجبل أم الداميّ.
تم افتتاح عام 2019 أول متحف عسكري مائي للغواصين في الأردن 
سيتم في عام 2020 الانتهاء من مشروع تطوير وتأهيل سارية العلم الموجودة في ساحة الثورة العربية الكبرى وستعتبر وجهة سياحية تتضمن خمس متاحف وأهم ما يميزها احتوائها على بيت الشريف حسين 

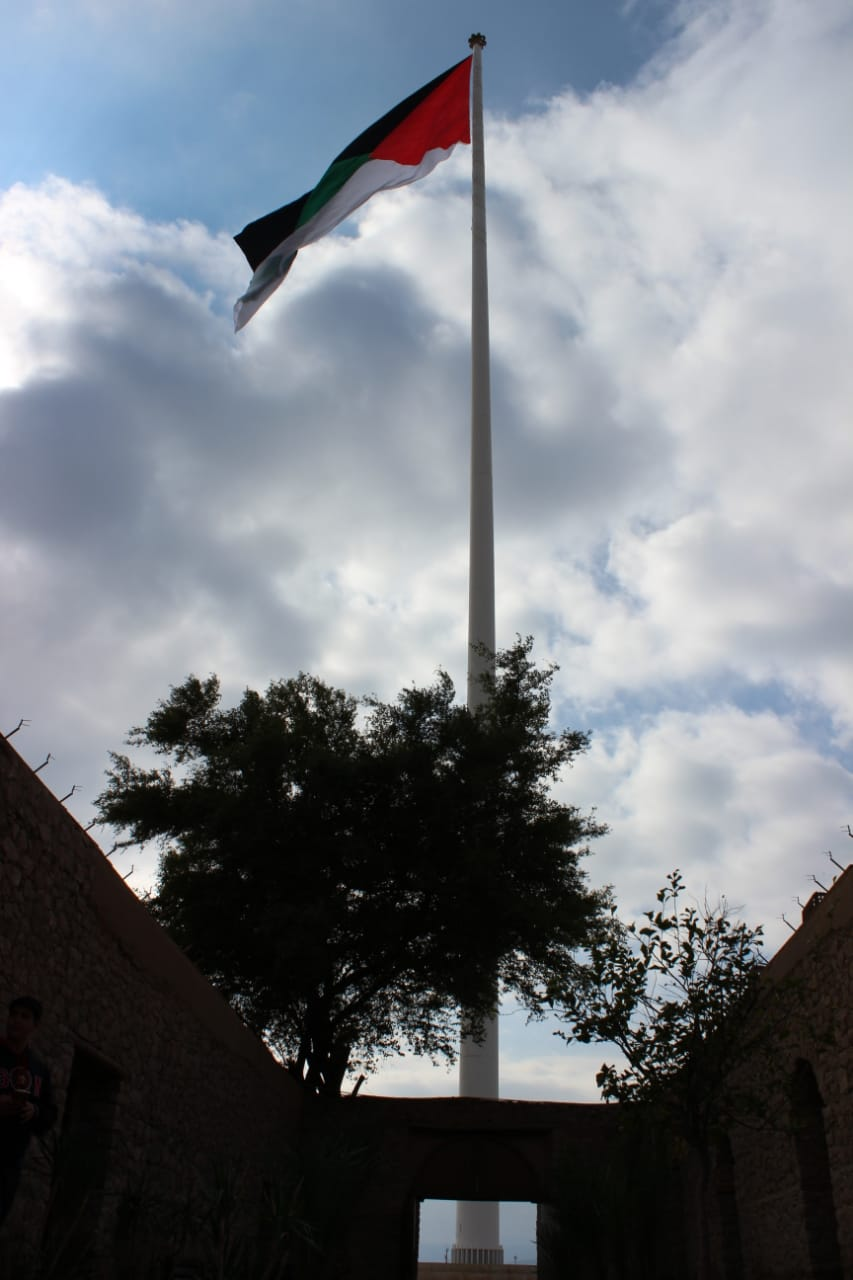
سارية علم الثوة العربية الكبرى

## الاقتصاد

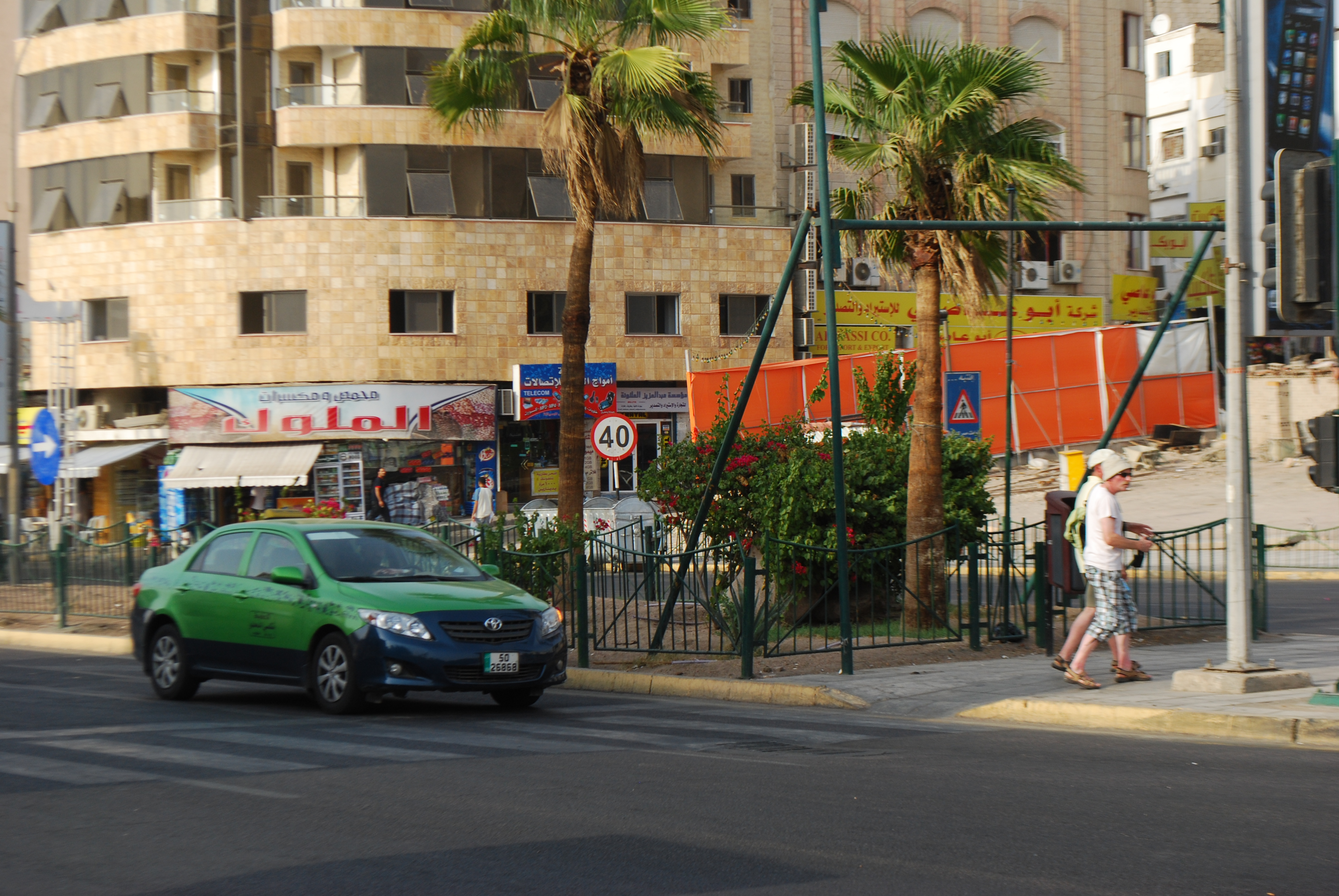
أحد سيارات الأجرة السياحية في شوارع العقبة. تتميز سيارات الأجرة في مدينة العقبة بلونها الأخضر خلافا لباقي مناطق المملكة حيث يكون لونها أصفرا.

العقبة ليلا.

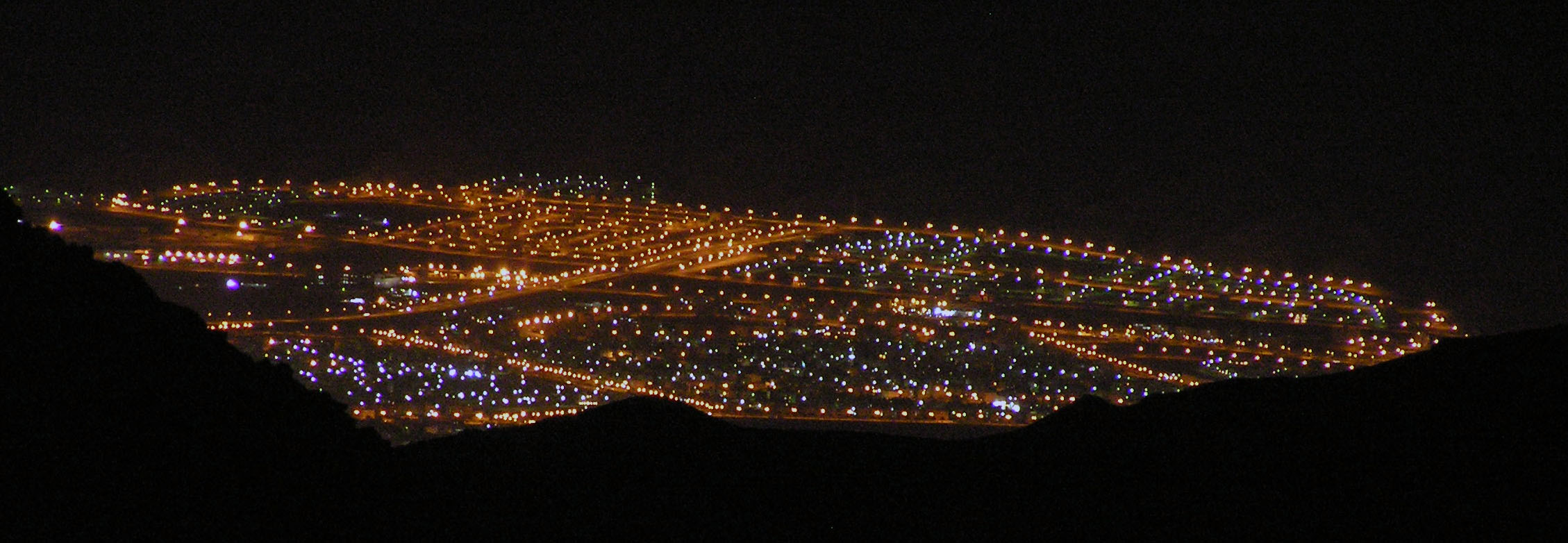
العقبة ليلاً

اهتمت الأردن بالعقبة منذ التسعينات، لأنها الميناء الأردني الوحيد. سعى الأردن لتطوير العقبة بأكثر من صيغة، انتهت إلى إعطاء منطقة العقبة وضعا خاصا، مثل الحوافز، والإعفاء من الضرائب، والرسوم، والاستقلال الإداري عن عمان، كما تم وضع الخطط لاجتذاب الإستثمار الأجنبي. اقتصاد العقبة نما بسرعة كبيرة جدا بسبب إنشاء منطقة العقبة الاقتصادية الخاصة. وهناك تطور في العمران (الإسكان) وتشييد منتجعات جيدة، ومشاريع جديدة مثل خليج تالا بي وسرايا العقبة التي ستكون مكان لإمضاء العطل والإجازات في منازل سكنية متطورة للسياح والمواطنين على حد سواء. وتم استثمار أكثر من عشرين مليار دولار في العقبة منذ العام 2001 عندما تم تأسيس المنطقة الاقتصادية الخاصة. وجذبت العقبة أيضا شركات لوجستية عالمية مثل ايه بي إم تيرمينالز واجيليتي للاستثمار في مجال الخدمات اللوجستية، مما عزز من وضع المدينة كمركز للنقل والخدمات اللوجستية.
توجد العديد من الفنادق في العقبة ولكن هناك أيضا فنادق جديدة قيد الإنشاء. العقبة هي الميناء البحري الوحيد للأردن لذلك تقريبا أغلب صادرات الأردن تغادر من هذه المدينة. أكثر من 20 مليار دولار من الاستثمارات تتدفق إلى العقبة من منطقة الخليج ومستثمريين أوروبيين، مما يجعل العقبة تتفوق على إيلات سياحيا واستثماريا، إيلات تلك المدينة المزدهرة التي تقع على بعد بضع كيلومترات فقط.
بحلول عام 2008 كانت منطقة العقبة الاقتصادية الخاصة جذبت 18 مليار دولار من الاستثمارات، وبهذا تكون المدينة ضربت الرقم 6 مليارات دولار الذي طمحت أن تصل إليه بحلول عام 2020، بمقدار 300% وأكثر من ذلك في أقل من عقد من الزمان. وقامت المدينة بتعديل هدفها الذي أصبح جلب 12 مليار دولار أخرى بحلول عام 2020، لكن في عام 2009 وحده وقّعت المدينة على صفقات بقيمة 14 مليار دولار. بعض المشاريع قيد الإنشاء حاليا وهي على النحو الآتي:
- سرايا العقبة: 1.5 مليار دولار لبناء منتجع يضم بحيرة صناعية، فنادق فخمة، فلل، ومنازل فخمة على أن يكتمل المشروع بحلول عام 2017.
- منتجع واحة آيلا بقيمة 2.1 مليار دولار وبحيرة صناعية المنتجع مع فنادق فخمة، فلل، ت وملعب للجولف ذي 18 حفرة. ويحمل المنتجع طابعٌ يمثلُ بندقيةً عربية، بطريقة تصميم المباني التي بنيت على طول قنوات مائية لا يمكن الوصول إليها الا عن طريق قوارب أو مسارات خاصة. إلى جانب حديقة مائية جزء من مشروع واحة آيلا' الذي سوف يكتمل بحلول عام 2017.
- خليج تالا بي عبارة عن مجتمع منتقى ومتكامل، يقوم على مساحة مسيجة تبلغ 2.7 مليون متراً مربعا،[42] يقع على الطرف الشمالي لخليج العقبة. وهذا المشروع اكتمل بقيمته 680 مليون دولار. كما يضم خليج تالا بي منتجعات وفنادق 4 أو 5 مثل فندق الهيلتون.[43]
- مرسى زايد، أكبر مشروع عقاري وسياحي على مستوى المنطقة، يمتد على مساحة 3.2 كم مربع ويشمل واجهة مائية بطول 2 كم.[44] ويهدف مشروع مرسى زايد إلى تطوير الواجهة البحرية وتحويلها إلى بيئة مؤهلة للاستخدام المتعدد الأغراض تنتشر عليها الأبراج السكنية المرتفعة والمناطق المخصصة للمرافق الترفيهية والسياحية وأخرى مخصصة للأعمال التجارية والفنادق العالمية، على أكثر من ثلاثة ملايين متر مربع من الأراضي. ومن جهة أخرى، ستعد مراسي اليخوت المتعددة التي سيتم إنشاؤها إضافة هامة للطاقة الاستيعابية للمراسي القائمة حالياً في مدينة العقبة، مما يسهم في تحويل مدينة العقبة إلى وجهة رئيسية لليخوت، بالإضافة لإنشاء ميناء حديث للبواخر السياحية معد وفق أفضل ما توصلت إليه التقنيات الحديثة في هذا المجال ليمثل بوابة للترحيب بزوار العقبة. سيتم تنفيذ هذا المشروع على عدة مراحل على مدار 30 عاما، ومن المقرر ان يكتمل المشروع بحلول عام 2017.[45][46]
- نقل الميناء سوف سيتم نقل ميناء العقبة إلى الجزء الجنوبي من المحافظة بالقرب من الحدود السعودية، بحلول عام 2016 حسب ما هو مقرر.[45][47] وتطوير الميناء ليكون مرفأ متطورا يضاهي المرافئ العالمية.
- سيتم ربط العقبة بمشروع شبكة السكك الوطنية، الذي سيتم الانتهاء منه بحلول عام 2013. وسوف يربط مشروع السكك الحديدية في العقبة مع جميع المدن الرئيسية في الأردن والمراكز الاقتصادية والعديد من الدول مثل المملكة العربية السعودية والعراق وسوريا.[48][49]

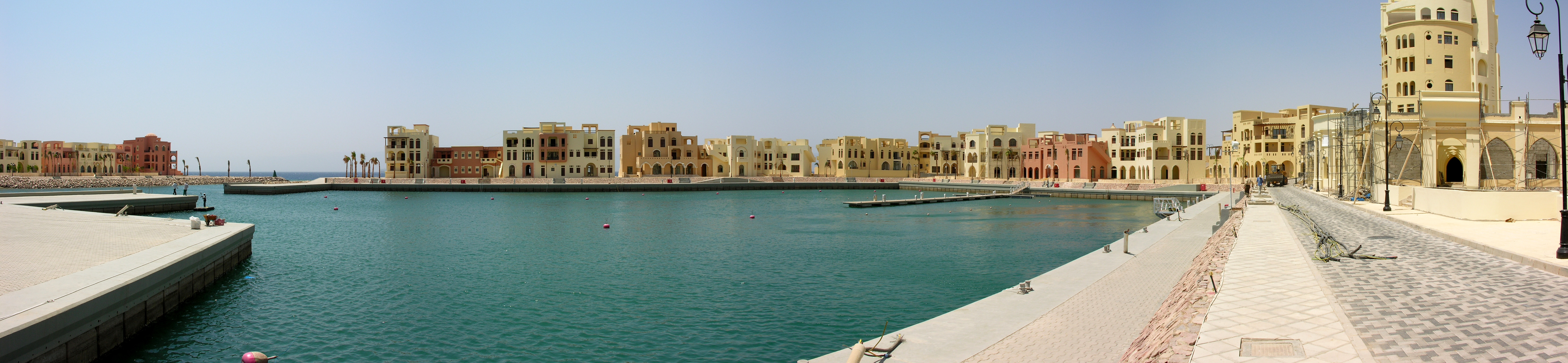
منتجع تالابي في العقبة

## منطقة العقبة الاقتصادية الخاصة

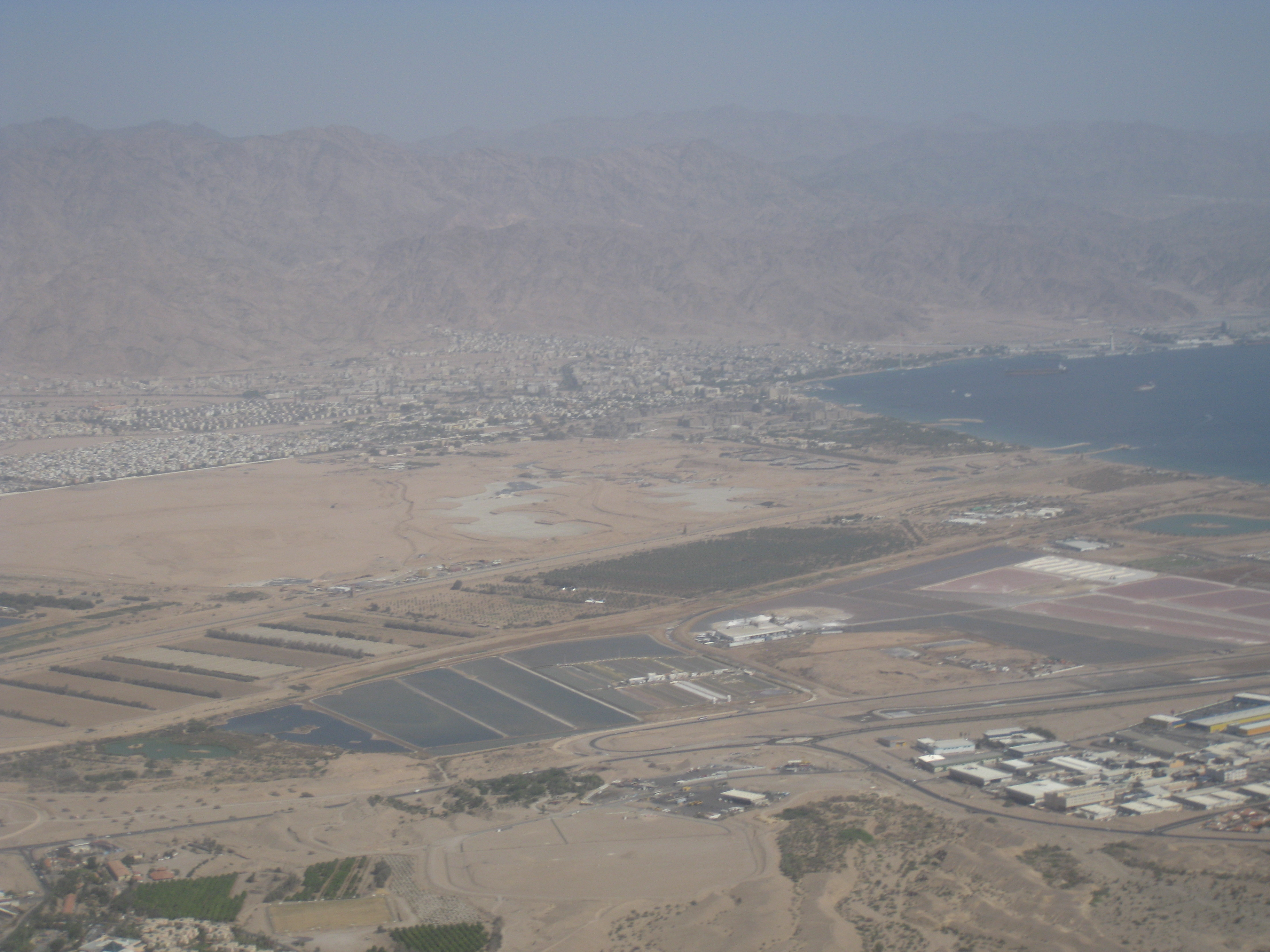
العقبة من الجو

اطلقت منطقة العقبة الاقتصادية الخاصة (ASEZ) في عام 2001 بوصفها معفاة من الرسوم الجمركية، منطقة تنموية متعددة القطاعات بضرائب مخفضة تضم كامل منطقة الساحل الأردني (27 كم)، الموانئ البحرية الأردنية، ومطار دولي ومدينة العقبة التاريخية. تنظم منطقة العقبة الاقتصادية الخاصة من قبل سلطة منطقة العقبة الاقتصادية الخاصة وهي مكلفة بإدارة وتنظيم، وتقديم الخدمات البلدية داخل منطقة العقبة الاقتصادية الخاصة. تعمل منطقة العقبة الاقتصادية الخاصة بمبادرة تنموية مدفوعة من القطاع الخاص حيث تعمل على تعظيم مشاركة القطاع الخاص في السوق الحرة والاستفادة من المزايا الضريبية والبيئة التنظيمية المرنة. بالإضافة إلى جعلها وجهة سياحية فريدة على البحر الأحمر، مع واحة تسوق معفاة من الرسوم الجمركية يرافقه نوعية حياة عالية ومستوى معيشة.

## المواصلات

### النقل البري

العقبة متصلة بالعاصمة عمان، المناطق المجاورة والدول الحدودية بشبكة حديثة من الطرق السريعة، القادمين من عمان يمكن ان يسلكو طريق البحر الميت أو سلوك الطريق الصحراوي الذي يعبر صحراء الديسي وصحراء وادي رم حيث قام لورانس العرب بعبورها مع قافلته. اما النقل من وإلى ايلات عن طريق معبر وادي عربة، ومع المملكة العربية السعودية من مدينة حقل عبر مركز حدود الدرة.
هناك العديد من الشركات التي تقدم خدمة المواصلات بين العقبة وعمان وغيرها من المدن الأخرى بواسطة حافلات حديثة. وتعتبر شركة جت وسيلة النقل الأكثر شيوعا، ويوجد أيضا شركة الثقة، وشركة المتميز. ويمكنك أيضا الوصول إلى العقبة عبر الحافلات العمومية. سكة حديد العقبة لاتنقل حاليا الركاب والمسافرين، بل هي مقتصرة في الوقت الحاضر على نقل البضائع.

### النقل البحري
تقدم شركة الجسر العربي للملاحة رحلات إلى العقبة من وإلى الموانئ المصرية قادمة من طابا ونويبع، حيث سافر أكثر من مليون مسافر بين العقبة ومرافئ نويبع وشرم الشيخ. اتحاد شركات من شركات أبو ظبي يسمى 'شركة المعبر' فاز بمناقصة لنقل وإدارة ميناء العقبة لمدة 30 عاما، ليستوعب 1.3 مليون راكب والآلاف من الشاحنات والسيارات القادمة من مختلف أنحاء الشواطئ في المصرية.

## النقل الجوي

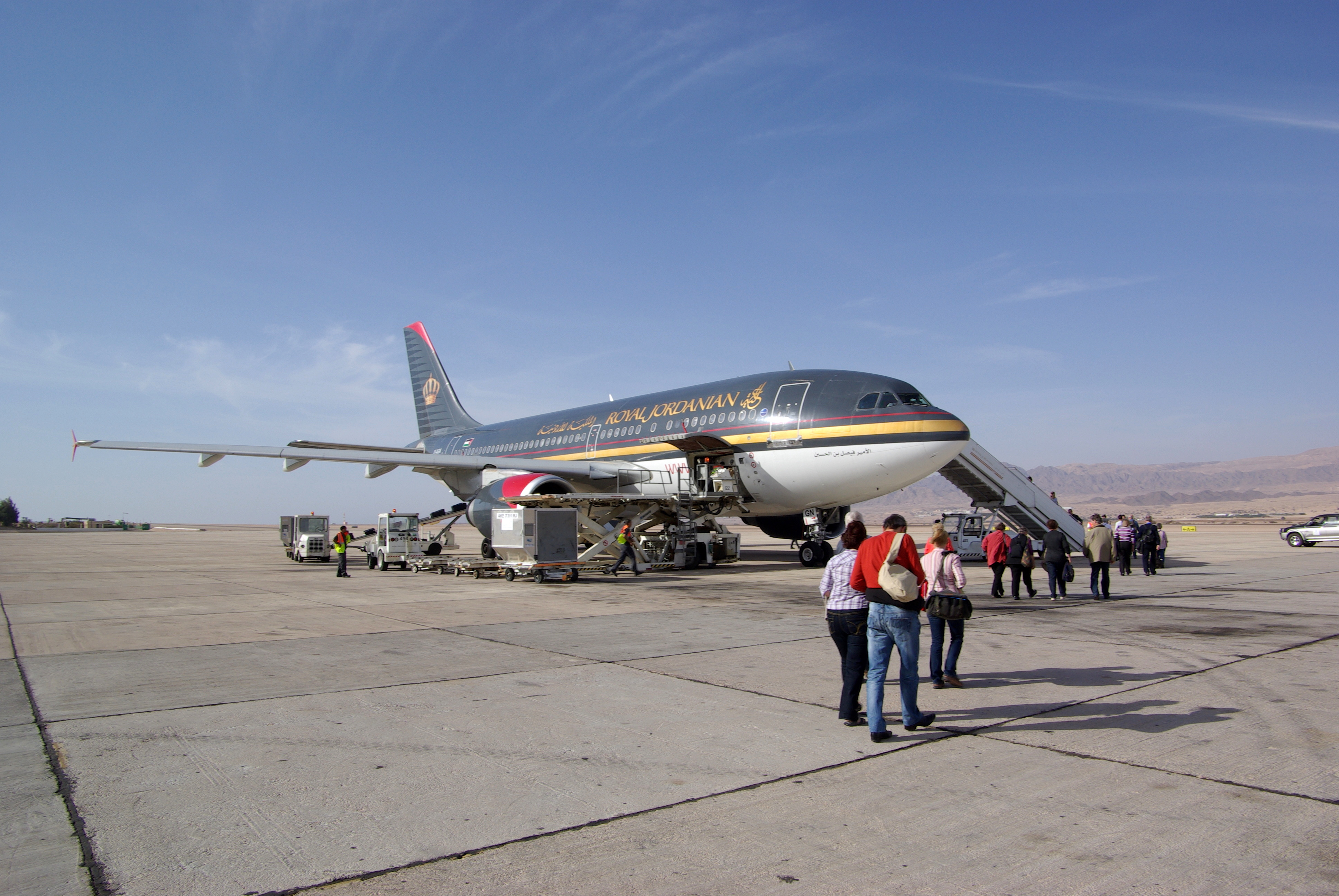
طائرة الملكية الأردنية في مطار الملك حسين في العقبة

يوفر مطار الملك حسين الدولي الواقع شمال المدينة، رحلات منتظمة من عمان إلى العقبة في رحلة تستغرق حوالي 45 دقيقة. ورحلات منتظمة إلى العقبة من عمان ودبي والإسكندرية (مصر)، بالإضافة إلى أوروبا.

## التعليم
- الجامعة الأردنية فرع العقبة
- جامعة العقبة للتكنولوجيا
- كلية العقبة الجامعية / جامعة البلقاء التطبيقية

يوجد ايضاً بالمحافظة العديد من المدارس الخاصة والحكومية يوجد حوالي 27 مدرسة خاصة من اشهرها مدارس دار اللطف الروم الكاثوليك ومدارس الاتحاد والراهبات الوردية ومدرسة العقبة الدولية ويوجد 19 مدرسة حكومية من اشهرها مدرسة الملك عبد الله الثاني للتميز ومدرسة الثامنة الثانوية للبنين، وبشكلا عام تتضمن العقبة 122 مدرسة وروضة خاصة أو حكومية.

## شاطئ الغندور

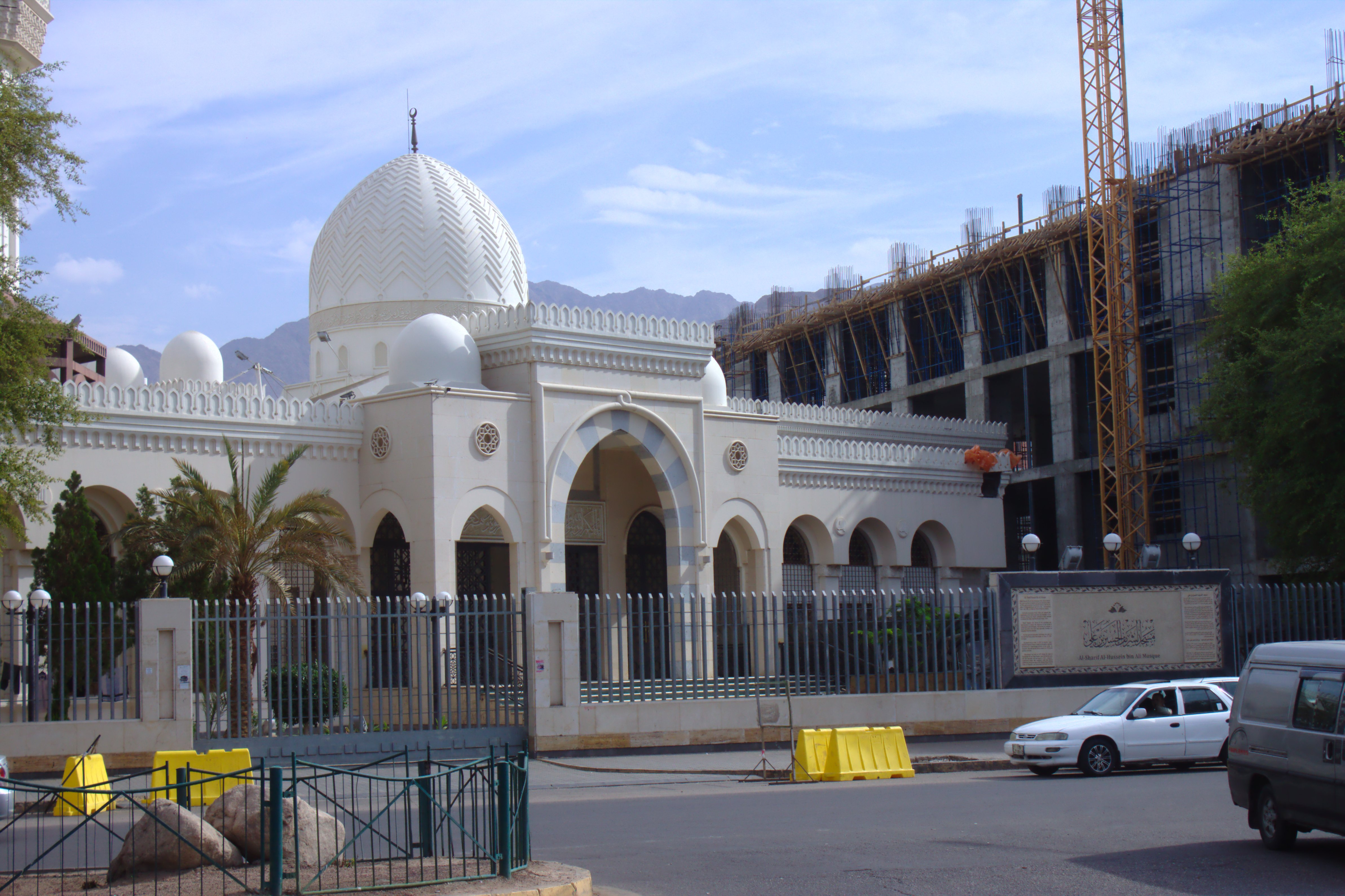
مسجد الشريف الحسين بن علي في العقبة

شاطئ الغندور هو أقرب مكان عام يمكن السباحة فيه في خليج العقبة، وهو بالقرب من سارية علم الثورة العربية ويجتمع فيه بعض القوارب الزجاجية ويوجد به بعض المقاهي، يقصده الكثير من سكان الأردن وخاصة سكان العقبة.

### صور شاطئ الغندور

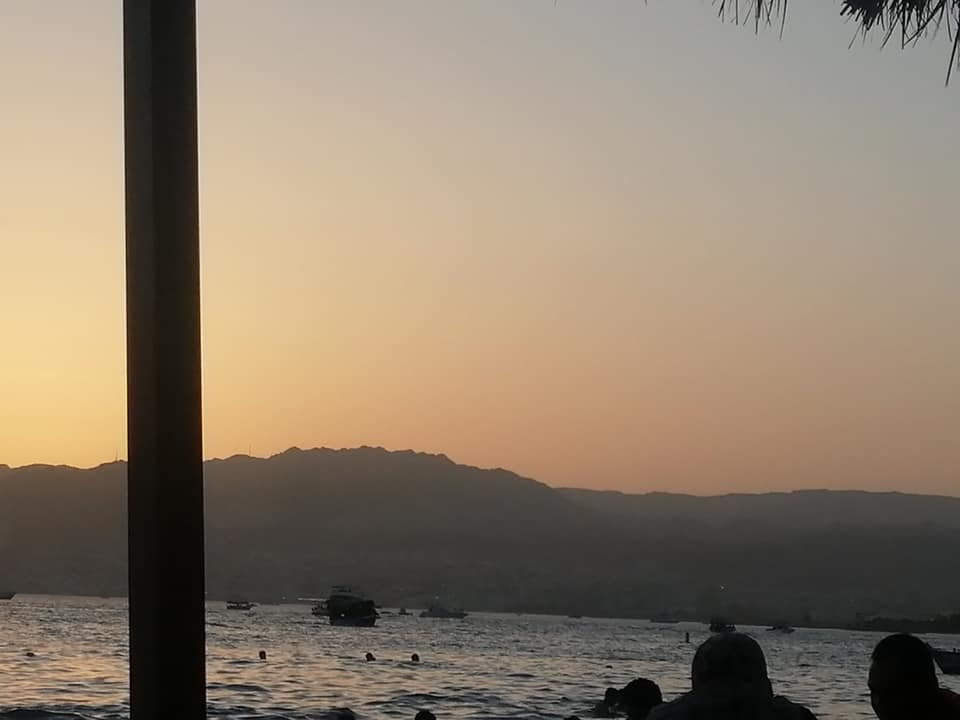
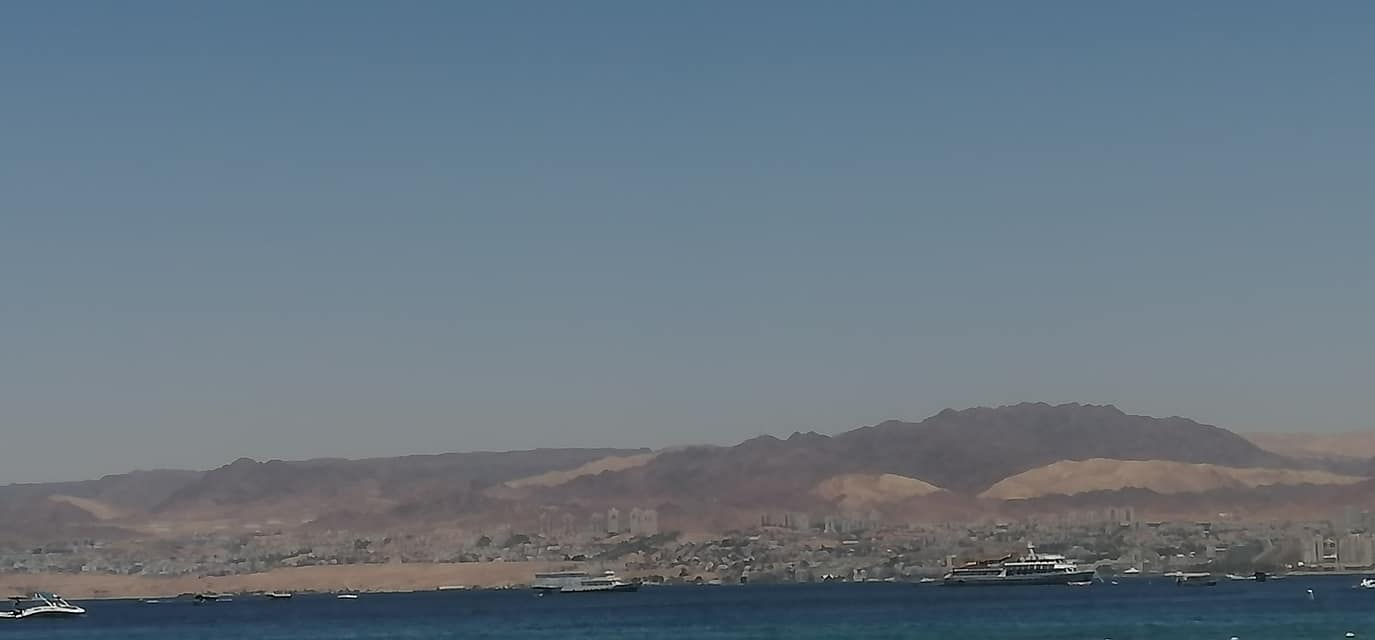
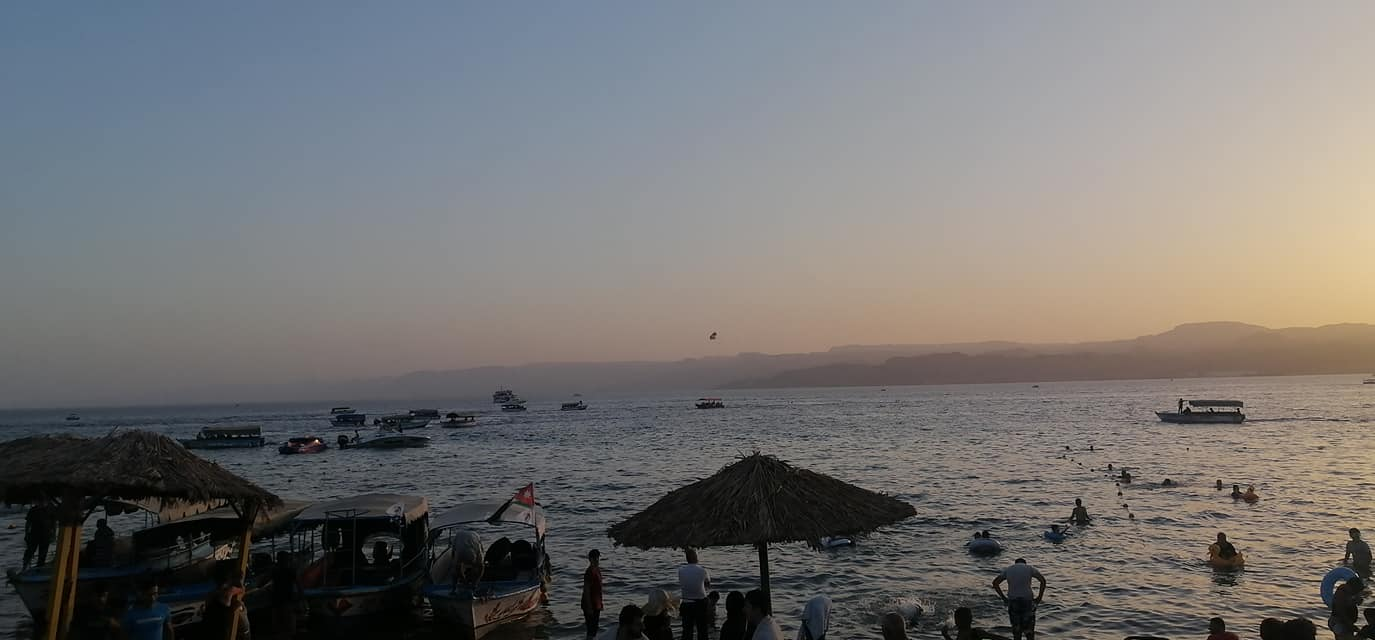
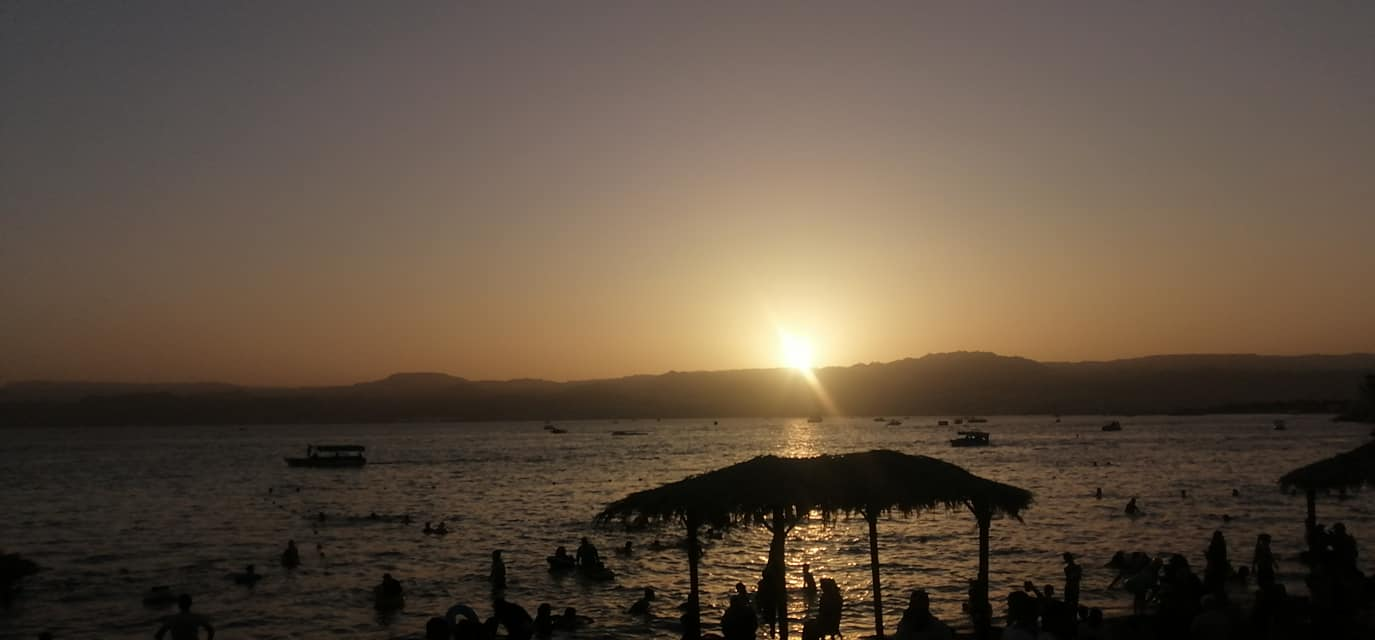
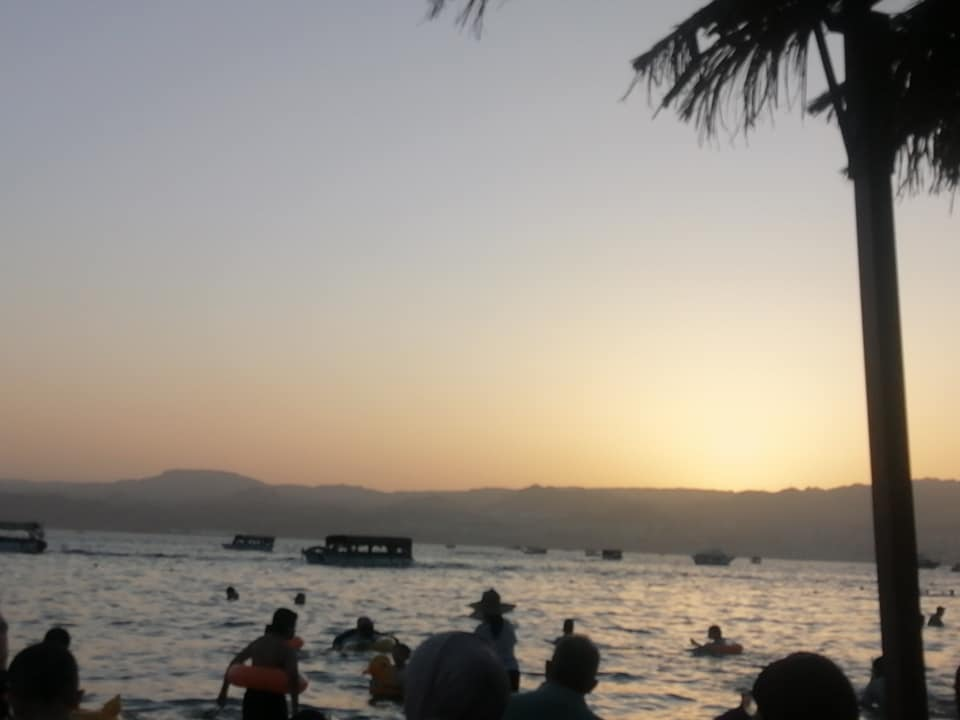
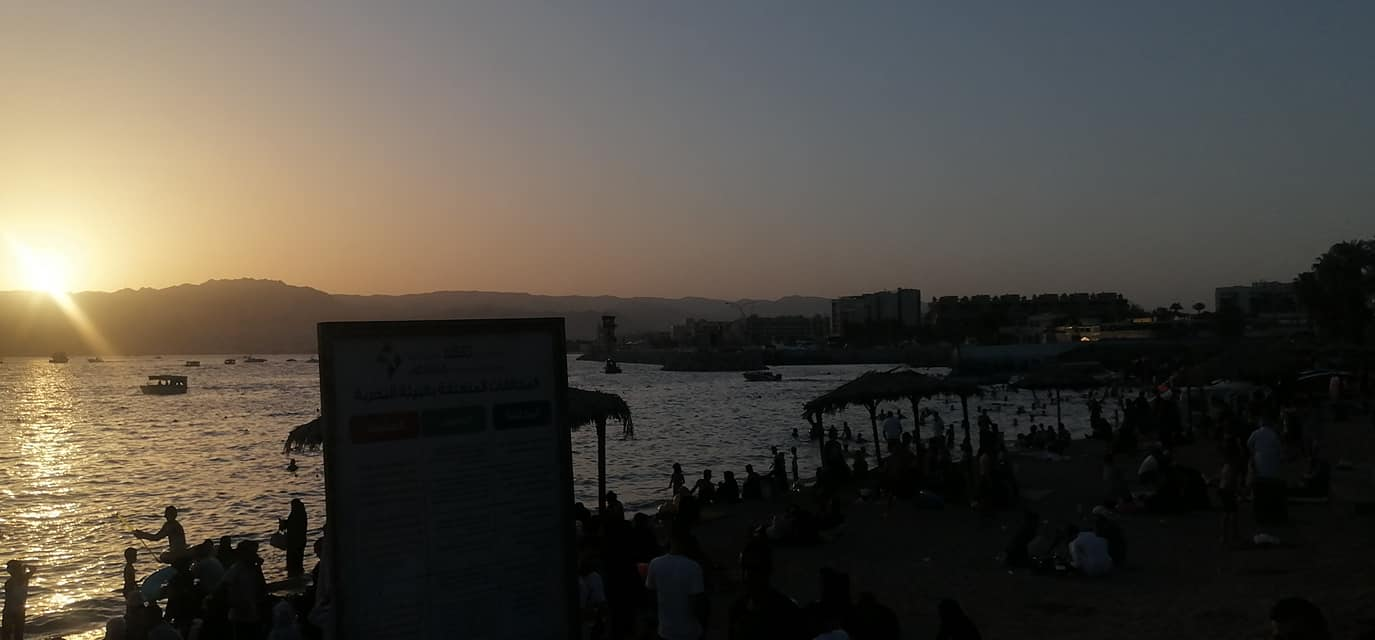
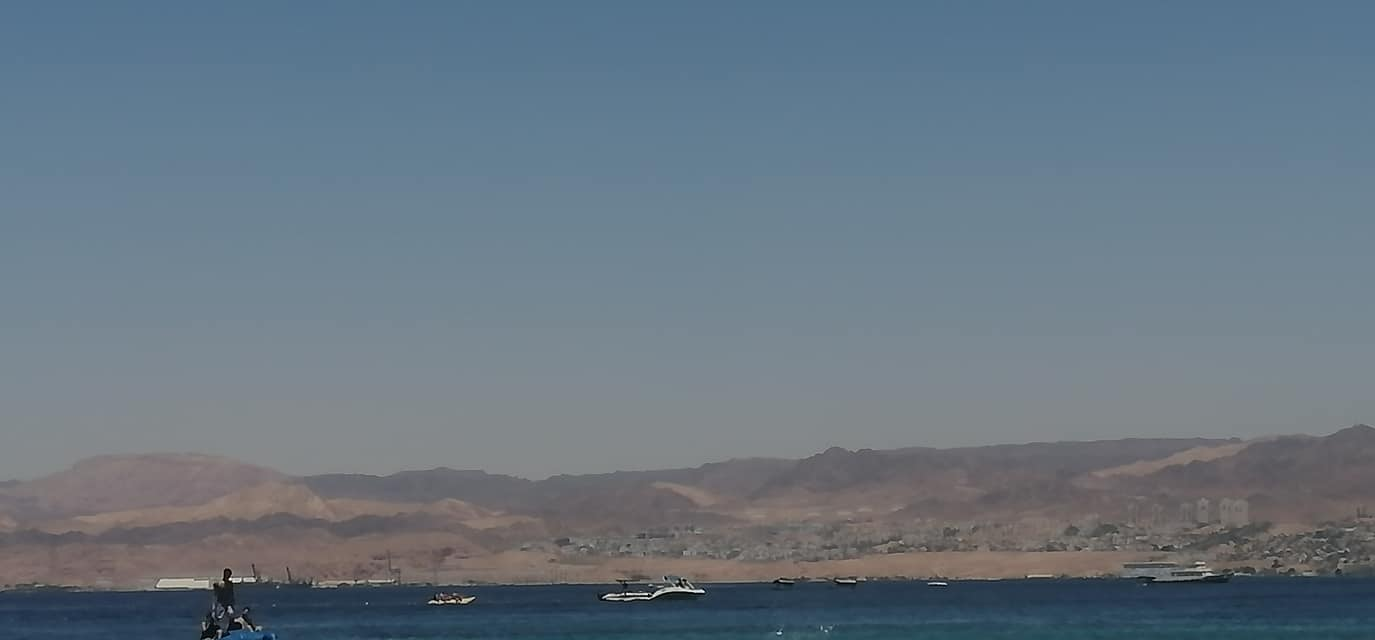
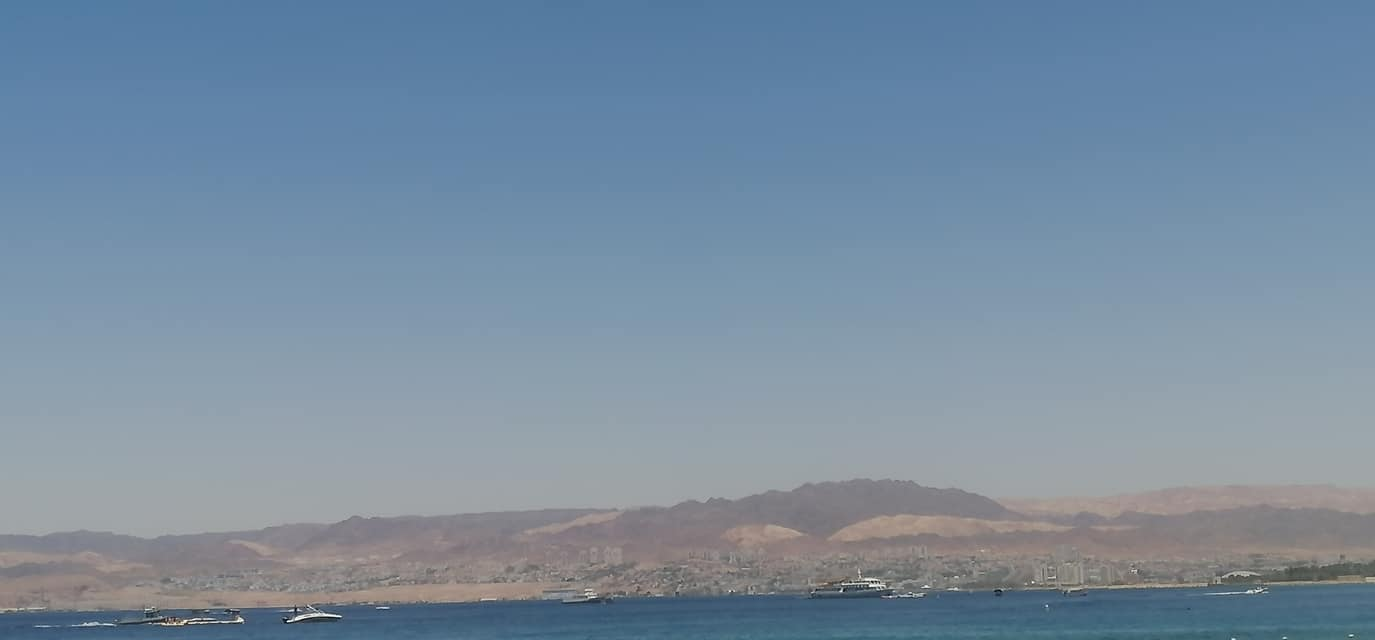
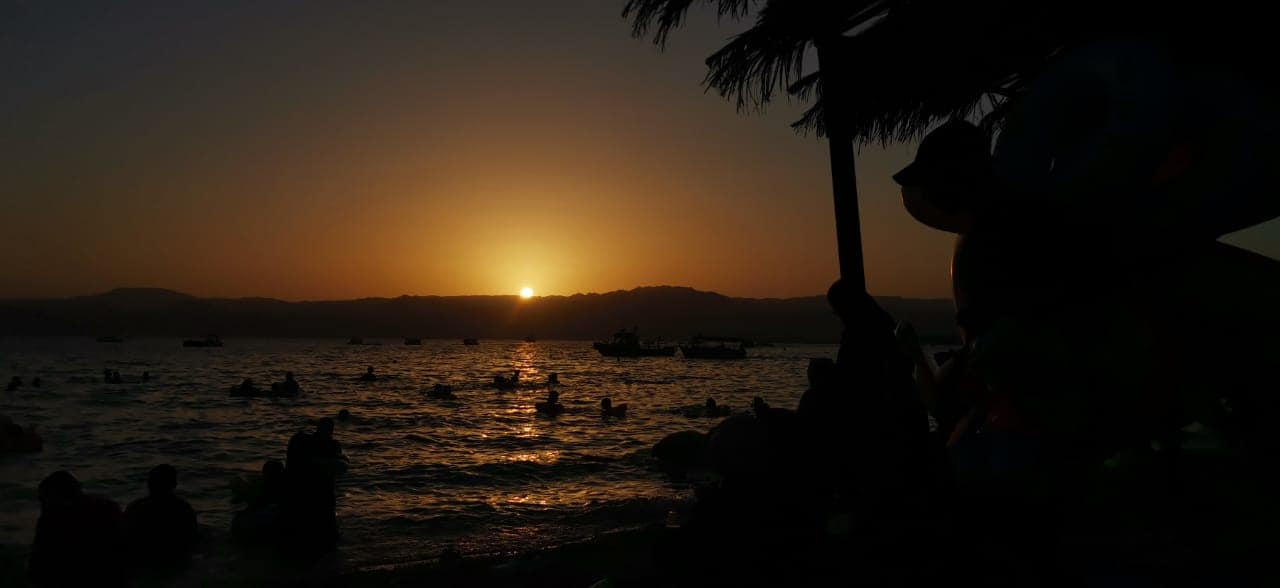
غروب الشمس من شاطئ الغندور
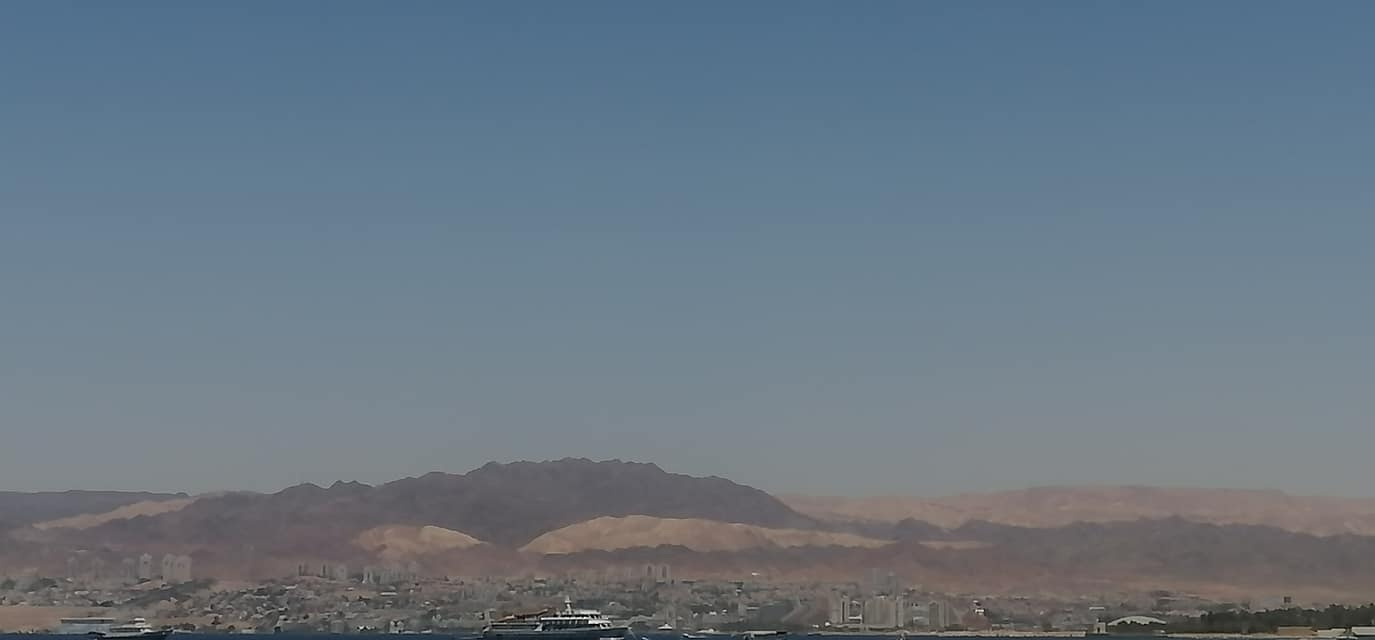
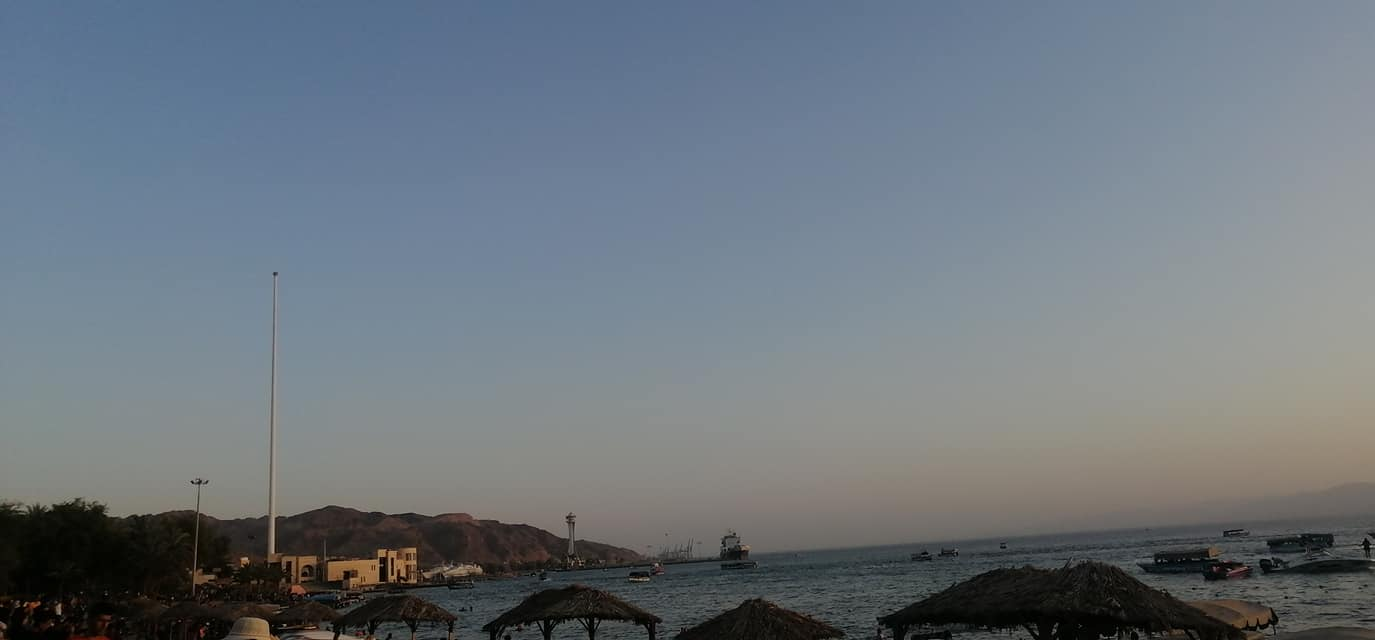
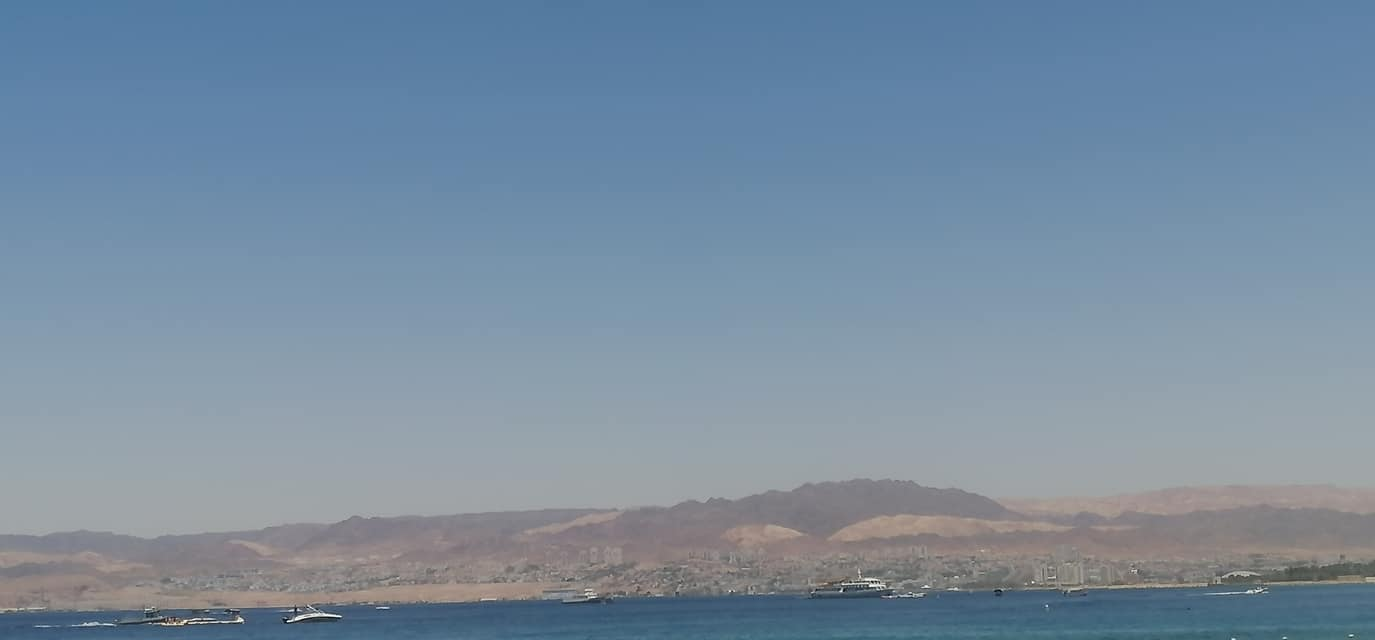

## مشهد بانورامي
سارية العقبة التي تحمل العلم الذي يحتفل به في ثورة 1916، عندما قامت قوات الشريف الحسين بن علي ببدأ الكفاح من أجل الاستقلال عن الدولة العثمانية.

## توأمة مدن
- فارنا،  بلغاريا

## صور

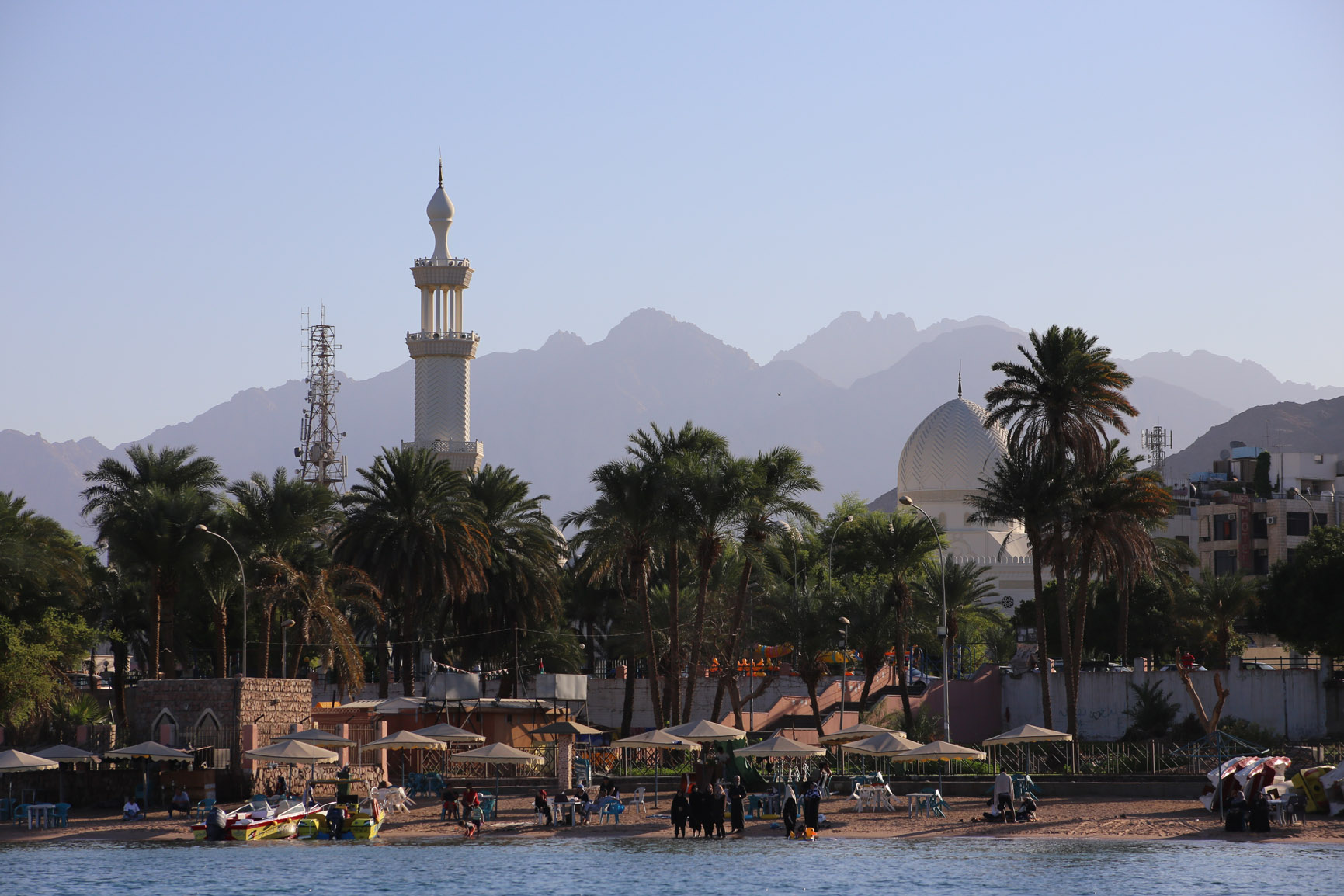
شاطئ الغندور
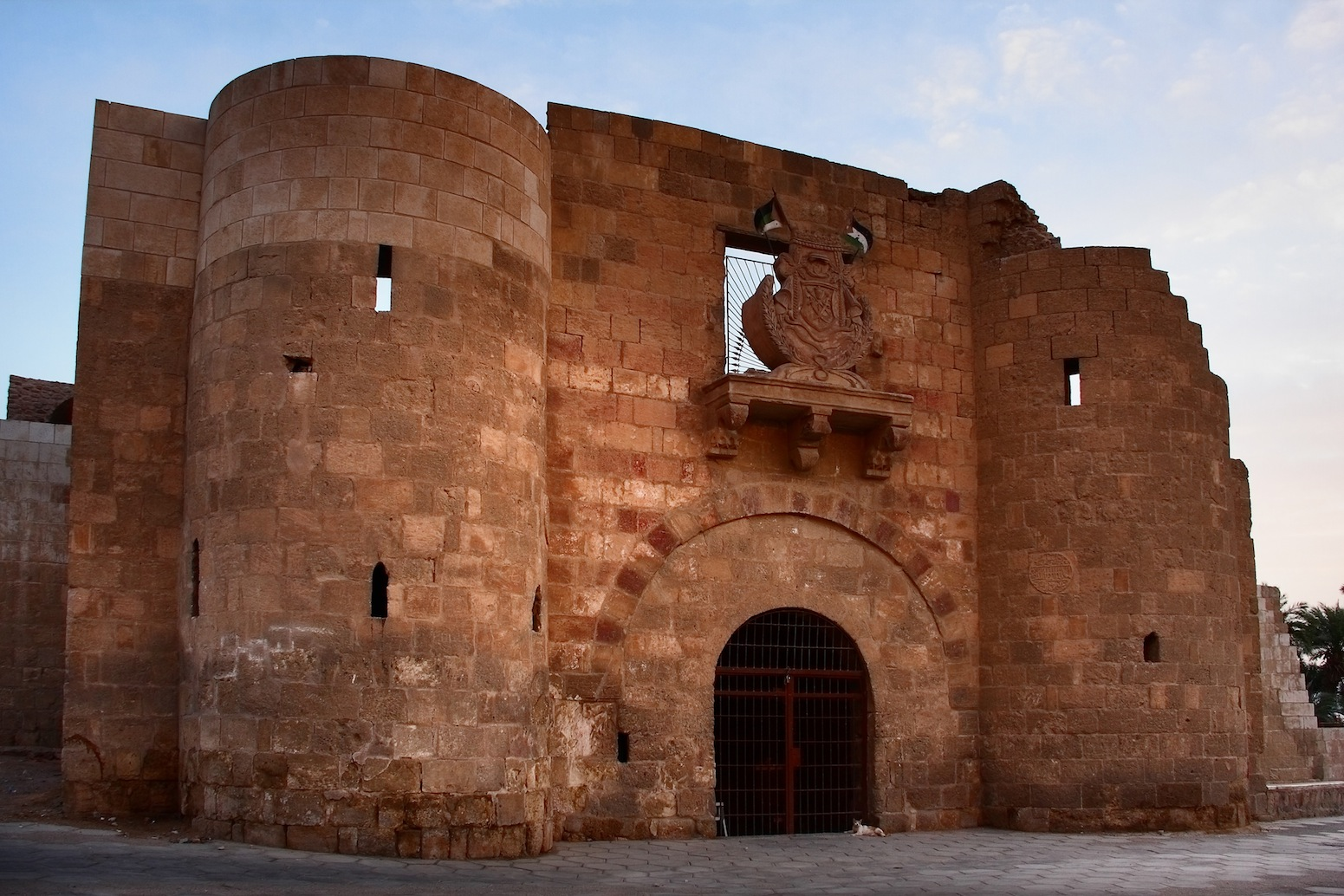
قلعة المدينة المملوكية
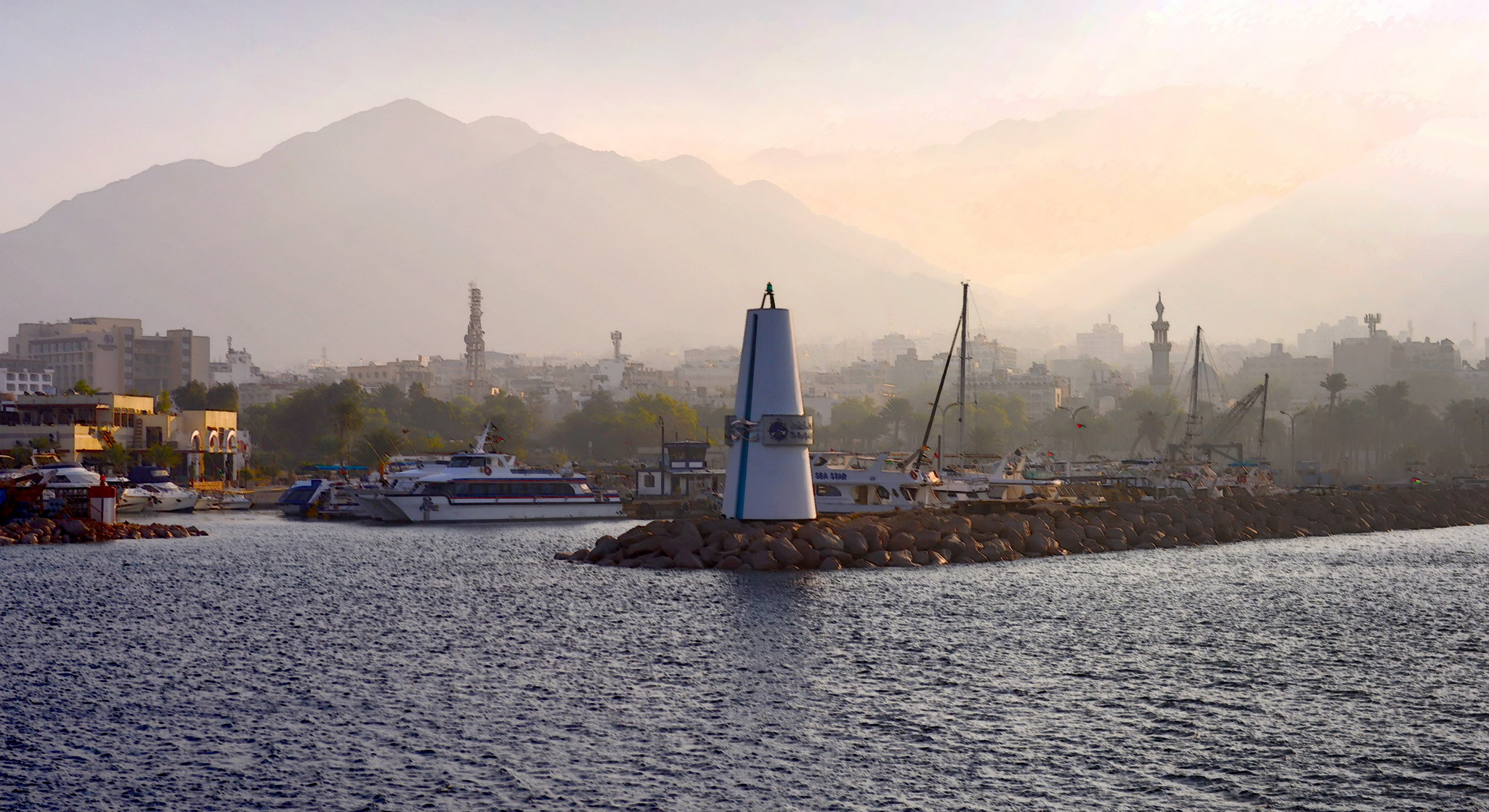
ميناء العقبة
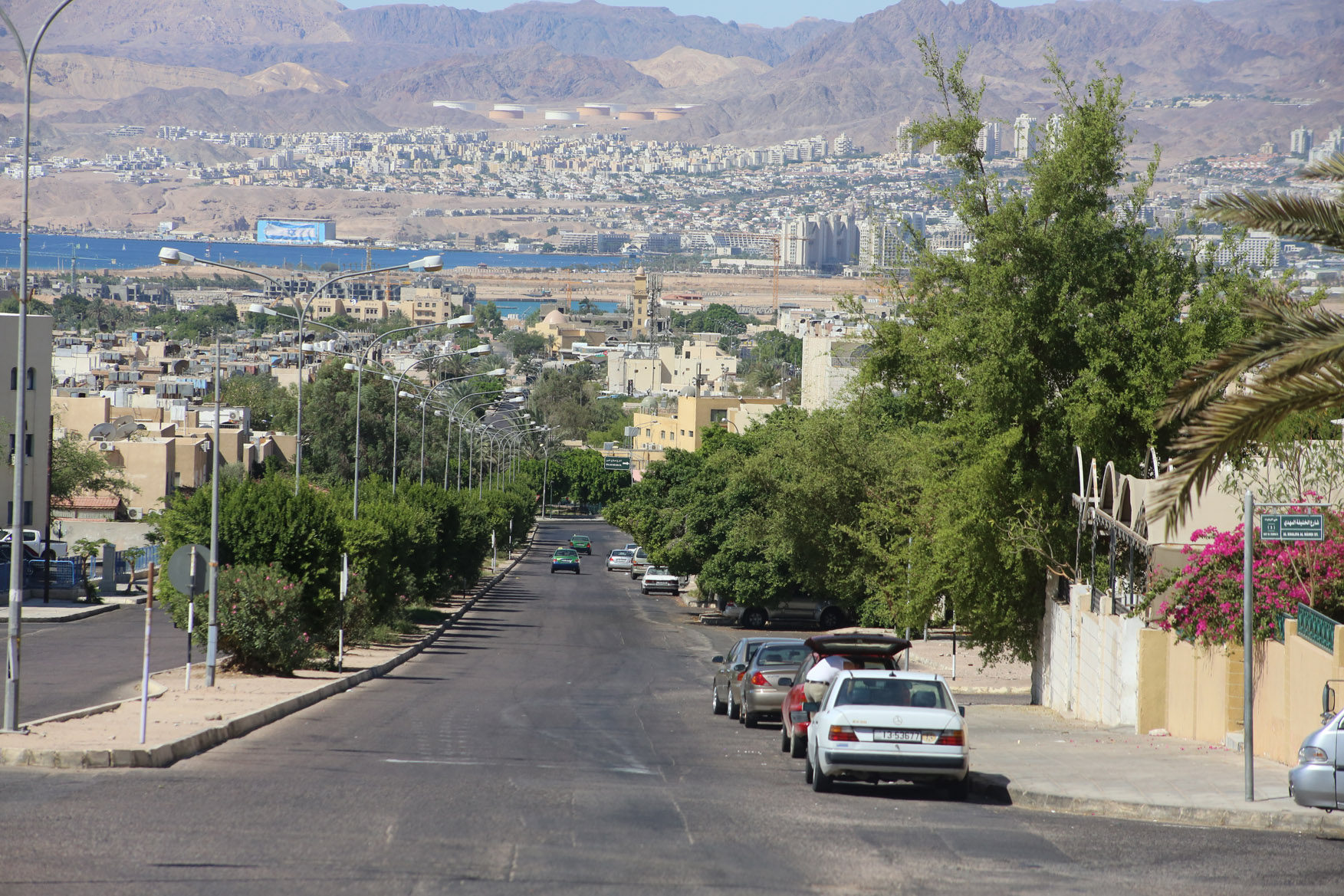
إطلالة العقبة على البحر الأحمر وفلسطين

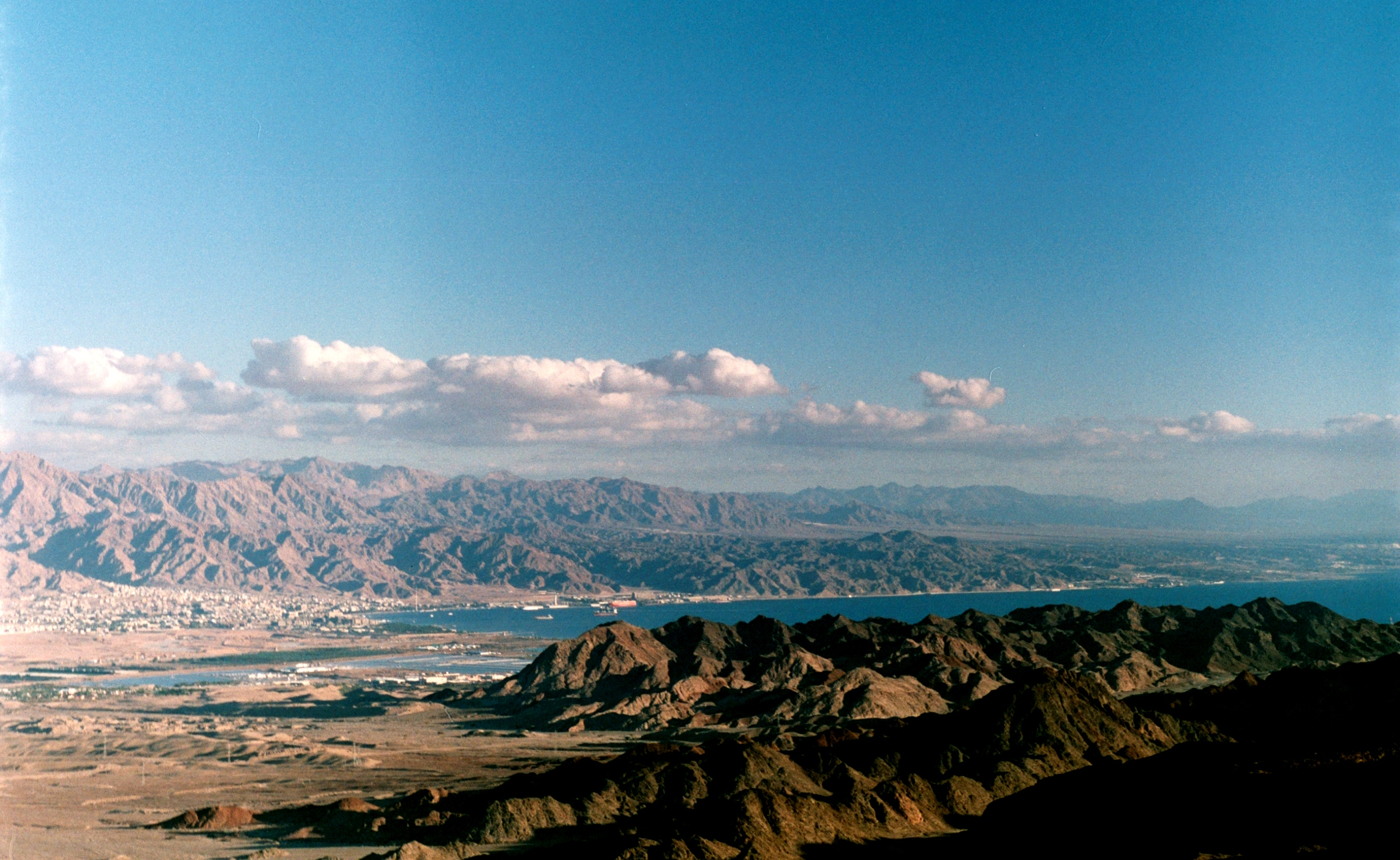
العقبة من الجو
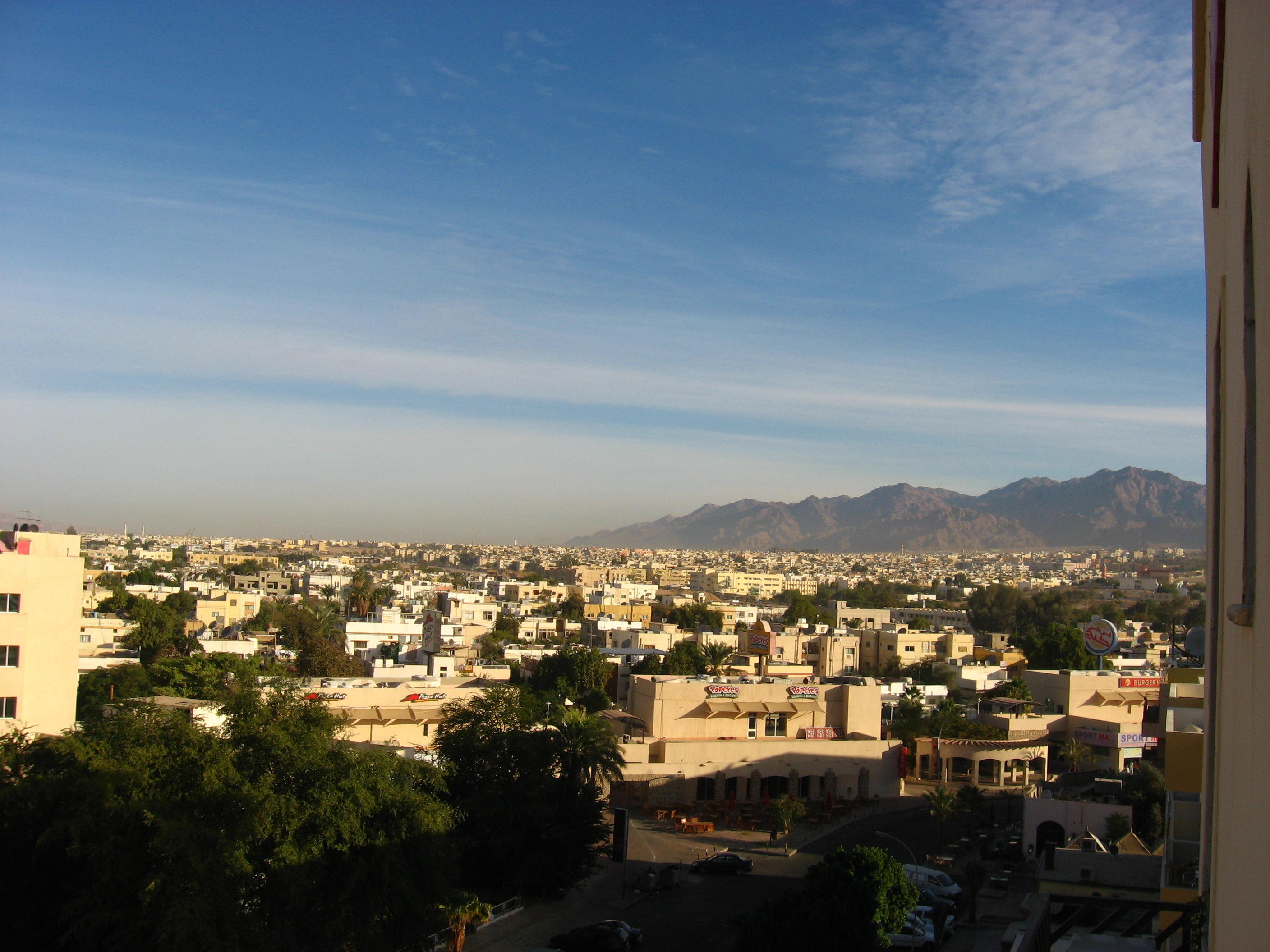
المناطق السكنية في العقبة
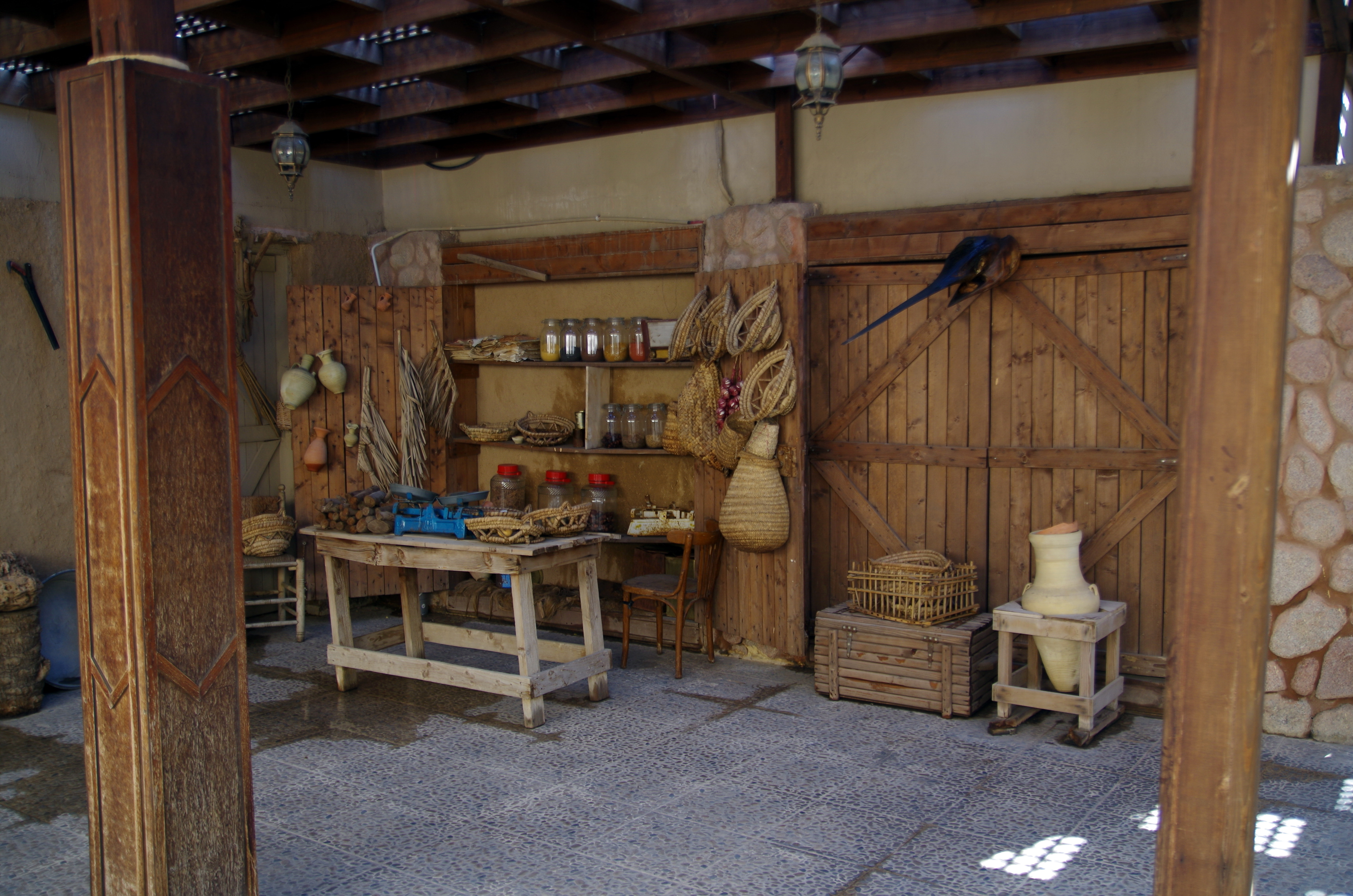
متحف العقبة التراثي
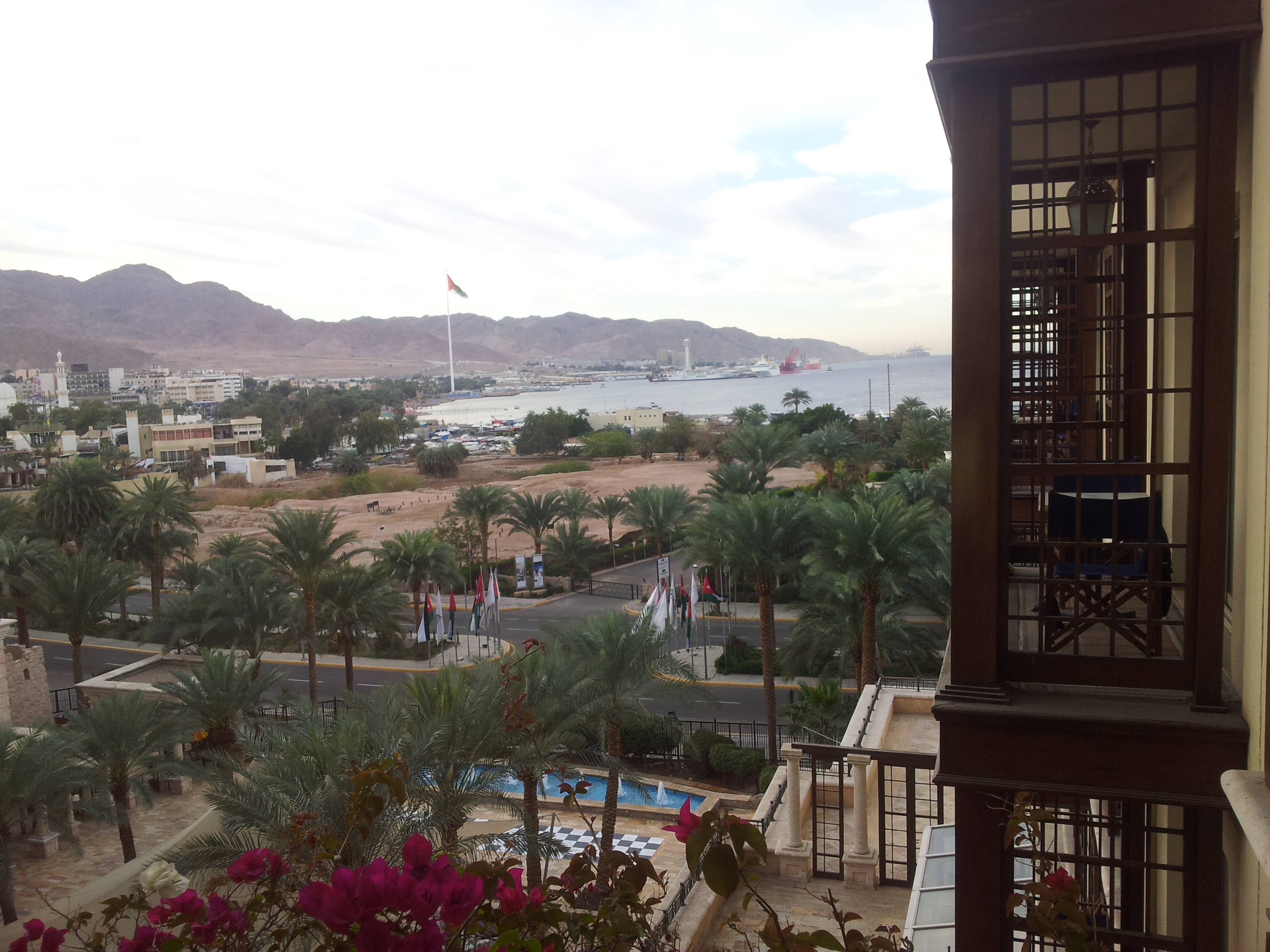
باتجاه ميناء وسارية العقبة
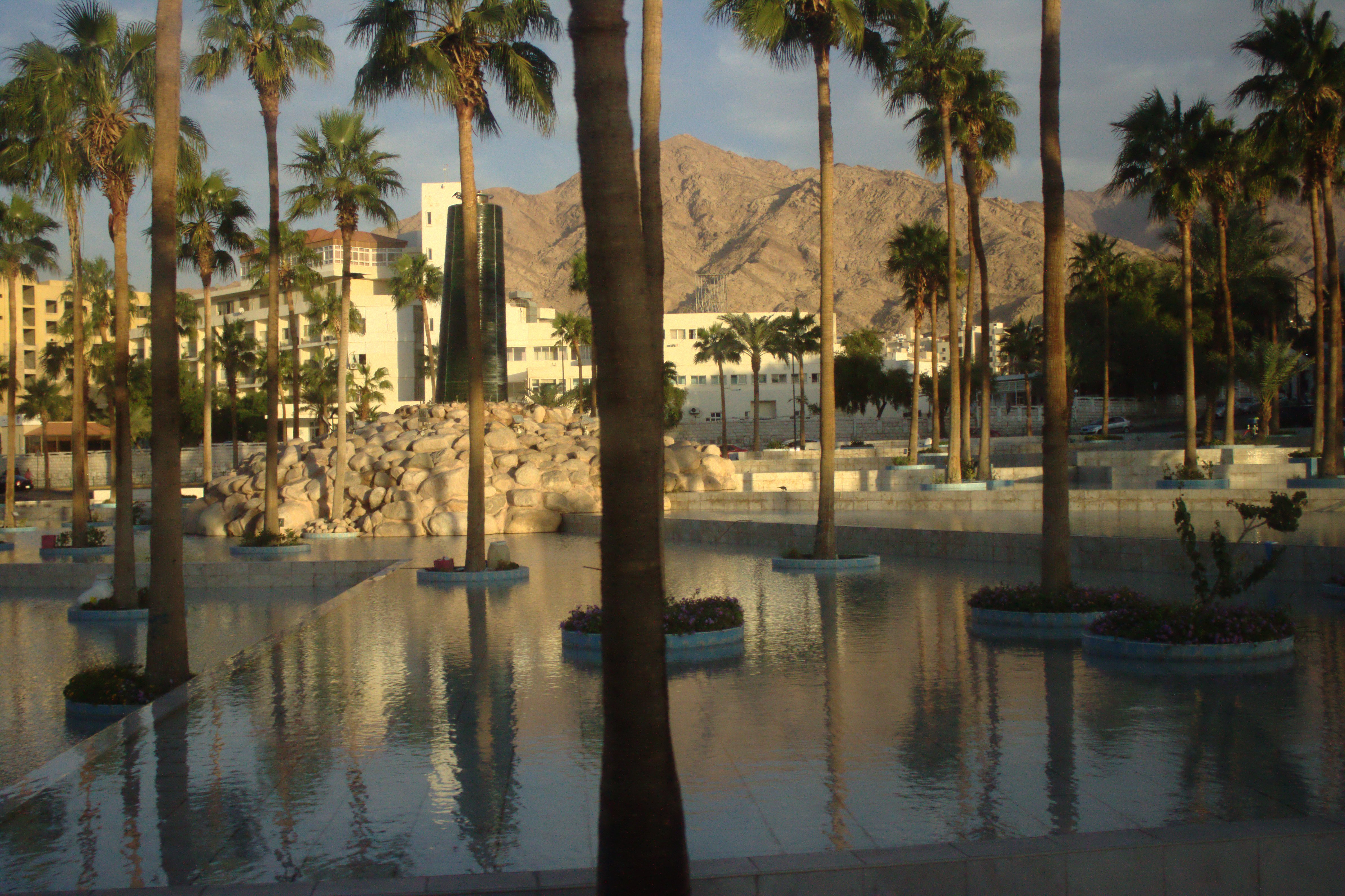
موقع سياحي في العقبة
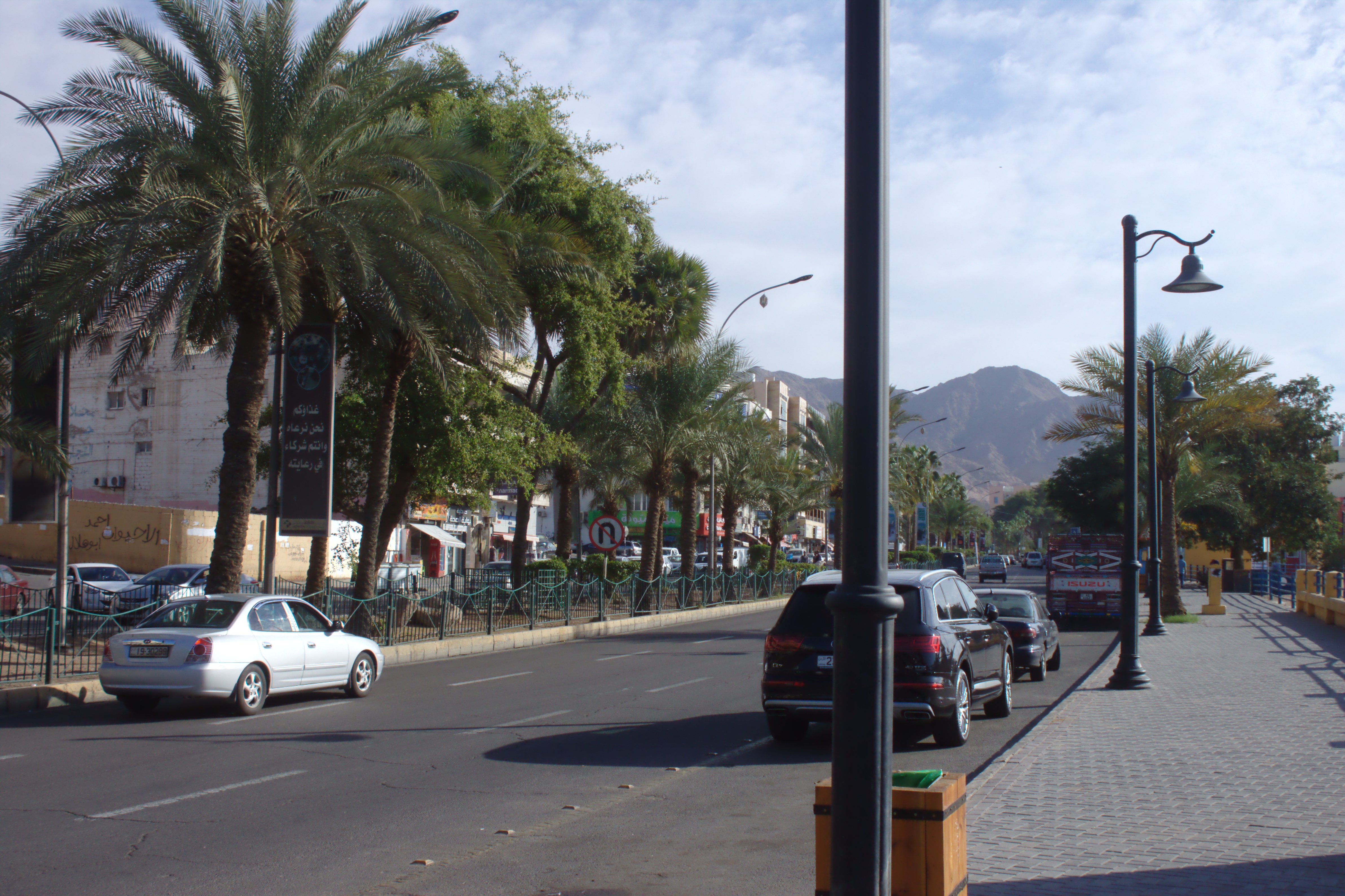
شوارع العقبة
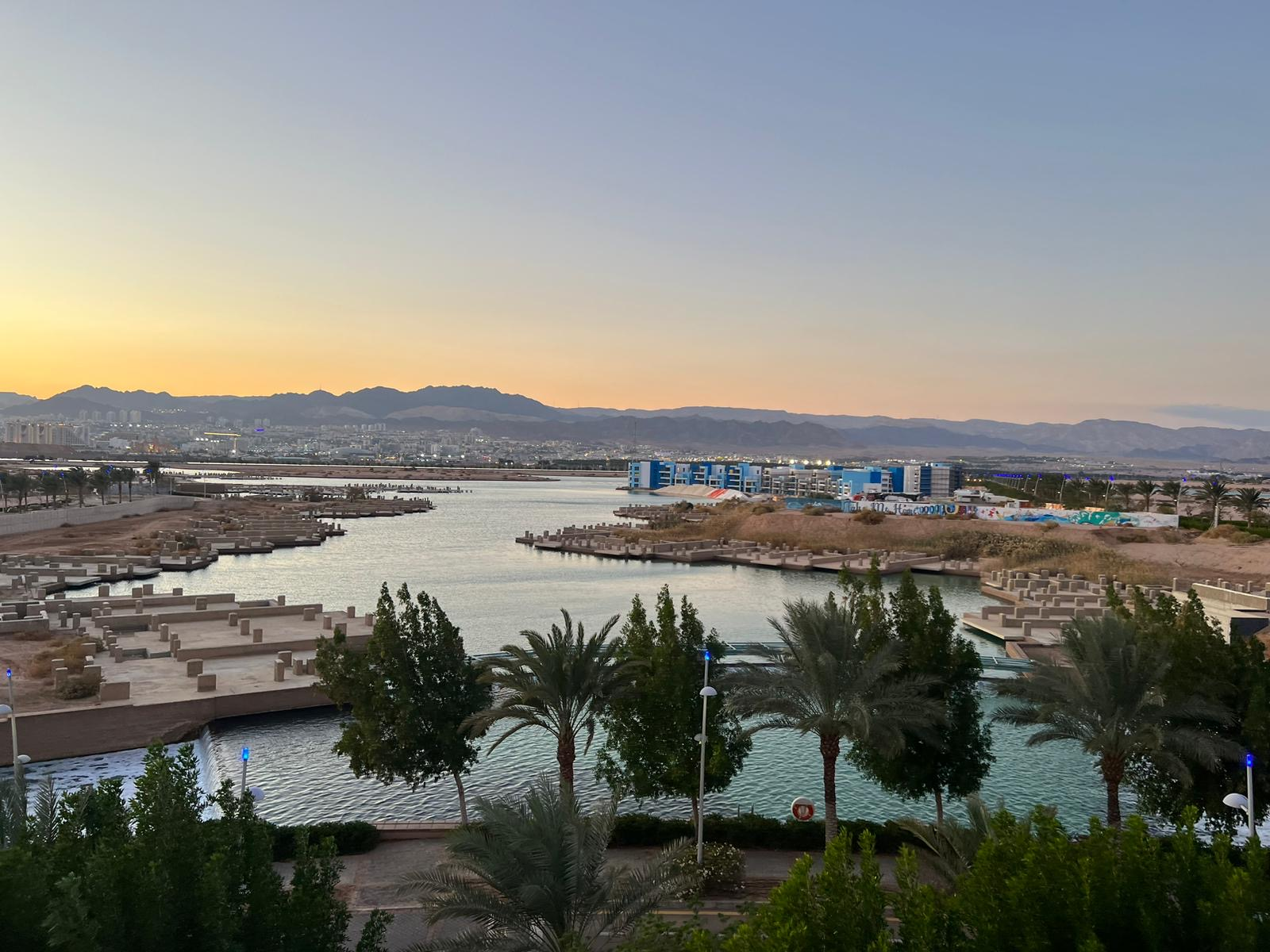
العقبة، لؤلؤة الأردن حيث يتلاقى البحر بجمال الجبال

## وصلات خارجية
- معلومات عن مدينة العقبة
- صور من العقبة
- صور من العقبة
- موقع سلطة إقليم العقبة

## فيديو
- جولة سريعة في مدينة العقبة